# Histoire de l'Auvergne
Vous lisez un « bon article » labellisé en 2009.
Pour un article plus général, voir Auvergne.
L'histoire de l'Auvergne est celle de l'une des plus anciennes provinces de France, mais aussi une de celles dont les frontières ont le moins varié. Étendue sur les montagnes du Massif central, elle est le territoire du peuple celte des Arvernes, qui impose en Gaule son hégémonie politique et dont le chef prend à deux époques la tête de la résistance militaire à la conquête romaine.
Rattachée à l'Aquitaine romaine, au royaume wisigoth puis au royaume des Francs, elle devient largement autonome dans le duché d'Aquitaine. À partir du Xe siècle, l'Auvergne est marquée par un grand élan spirituel, intellectuel et artistique, sous l'impulsion de ses évêques et de ses abbayes, dans une relative indépendance qui durera jusqu'au XIIIe siècle. Disputée entre le royaume d'Angleterre et le royaume de France, elle est rattachée à ce dernier à la fin de la guerre de Cent Ans et perd son autonomie au XVIe siècle avec l'extinction des ducs de Bourbon. Sous la République, elle est une province rurale, isolée par son relief, son mode de vie traditionnel et un particularisme solidement ancré, tout en fournissant à la capitale une main-d'œuvre laborieuse et un certain nombre d'hommes d'État.

Blason de l'Auvergne.

## L'Auvergne préhistorique

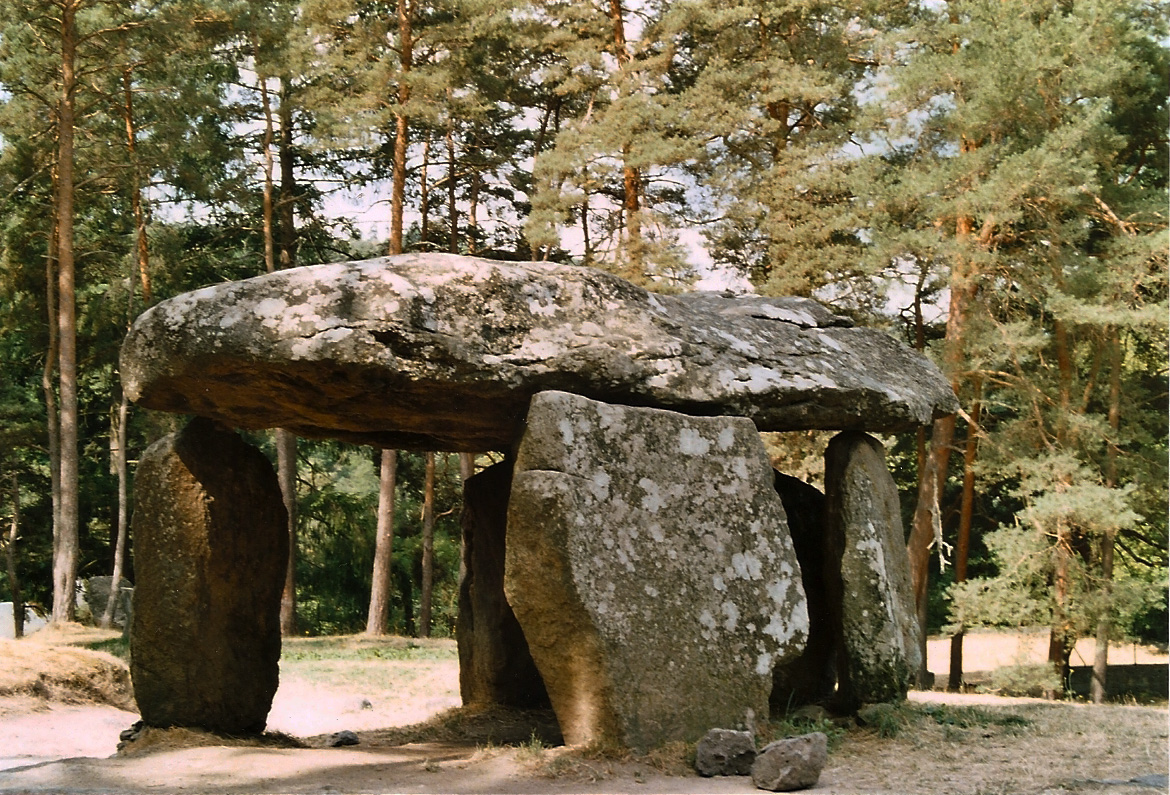
Le dolmen du Parc à Saint-Nectaire.

Le peuplement de l'Auvergne est attesté dès le Paléolithique. Les vestiges de Chilhac (Haute-Loire) représenteraient la plus ancienne trace d'habitat en Europe.
De nombreux menhirs et dolmens du Néolithique sont encore visibles dans la région.

### Le site de Chilhac
Découvert à la fin du XIXe siècle, mais fouillé de façon approfondie à partir de 1968, le site paléontologique de Chilhac a révélé des fossiles  d'animaux et de végétaux remarquables par leur quantité et leur qualité de conservation, dues à des conditions géologiques particulières, liées au volcanisme.
Les galets aménagés mis au jour en 1974 indiqueraient la présence d'hominidés sur le site il y a deux millions d'années, faisant ainsi reculer considérablement dans le temps l'arrivée supposée des premiers hommes sur le continent eurasiatique.

### Les découvertes controversées de Glozel
Le site du Champ des morts, à Glozel, sur la commune de Ferrières-sur-Sichon à 25 km au sud-est de Vichy, est le lieu de la découverte, en 1924, d'un grand nombre d'objets (pierres taillées, poteries, fragments de verre, tablettes). Rattaché d'emblée au Néolithique, en raison de la présence de harpons en os et de gravures représentant des rennes (espèce disparue en Auvergne 10000 ans av. J.-C.), le site provoque immédiatement une grande polémique scientifique, plus violente querelle qu'ait connue l'archéologie, quant à la datation des vestiges, très divers, évoquant certaines périodes très éloignées, certains présentant même des éléments anachroniques troublants.
Certaines gravures de rennes, en particulier, sont accompagnées d'inscriptions présentant des similitudes avec l'alphabet phénicien, ce qui conduit certains scientifiques à faire de l'écriture une invention européenne datée de 8 000 ans avant son apparition au Moyen-Orient.
La controverse s'est en particulier développée au cours des années 1920 et 1930, accompagnée de soupçons de contrefaçons.
Selon les derniers travaux officiels, datant des années 1980, dont le ministère de la culture a rendu public juste un rapport résumé en 1995, les vestiges dateraient principalement de trois époques distinctes : âge du fer, Moyen Âge, et contrefaçons modernes d'origine inconnue.
Des recherches privées continuent cependant, comme celles de Gigi Sanna qui aurait trouvé une analogie avec des tablettes sardes.

## L'Auvergne celtique: les Arvernes

L'expansion de la civilisation celtique de 800 à 400 av. J.-C.

L'Auvergne est entrée dans l'histoire avec les écrits de Tite-Live, qui évoque un ambassadeur arverne venu rencontrer le Carthaginois Hasdrubal au cours de la deuxième guerre punique (218 av. J.-C. - 202 av. J.-C.). De nombreux autres témoignages suivent, en particulier ceux du grec Posidonios d'Apamée, qui a voyagé en Gaule Celtique et nous décrit les fastes de Luern, roi des Arvernes, et aussi ceux de Jules César qui nous décrit un autre prince arverne, Vercingétorix. Ces témoignages, complétés par des découvertes archéologiques significatives, nous permettent de nous représenter les Arvernes dès le IIIe siècle av. J.-C. comme un des peuples qui comptait dans l'Antiquité.

### L'arrivée des Celtes

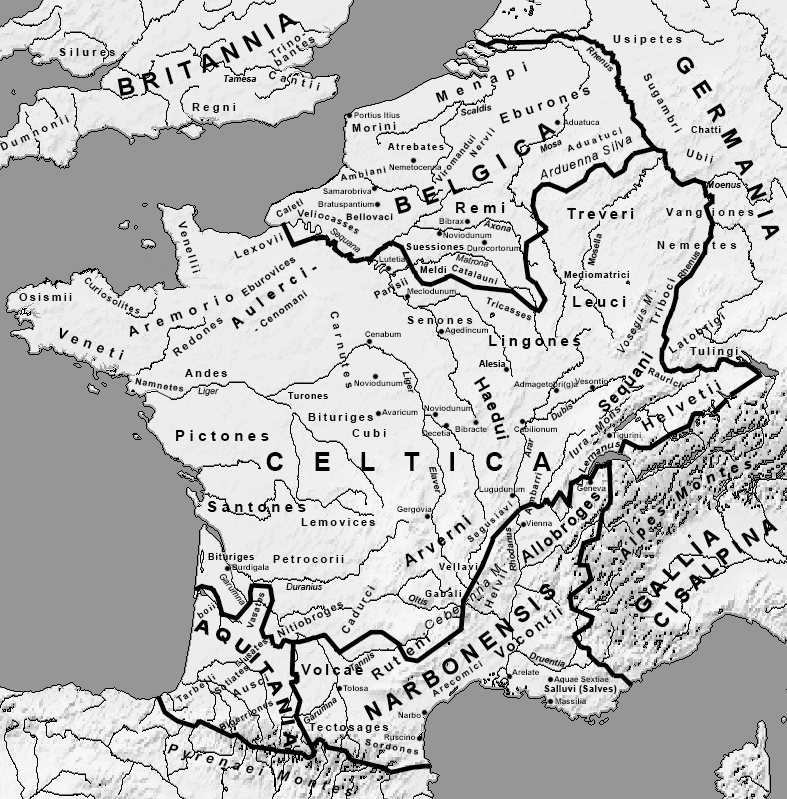
La Gaule et les peuples gaulois

Les découvertes archéologiques faites en Europe centrale, à Hallstatt et à La Tène en particulier, ont amené à considérer que les Celtes, peuple indo-européen protohistorique, ont d'abord habité cette région, à l'Âge du bronze et au premier Âge du fer (civilisation de Hallstatt), avant de commencer à migrer au second Âge du fer (civilisation de La Tène).
Le processus, qui aurait duré plusieurs siècles, se serait fait par l'arrivée progressive de peuples organisés en groupes peu nombreux.
Dans le Massif central, les Celtes imposent peu à peu leur civilisation, qui s'épanouit au Ve siècle av. J.-C., aux peuples déjà présents : Ibères et Ligures. Cette installation est toujours attestée par de nombreux toponymes.
Parmi les territoires qui voient l'installation de peuples celtes, ceux qui correspondent aux territoires actuels de la France, de la Belgique, de la Suisse et de l'Italie du Nord, sont nommés Gaule par les Romains.

« L’ensemble de la Gaule est divisé en trois parties : l’une est habitée par les Belges, l’autre par les Aquitains, la troisième par le peuple qui, dans sa langue, se nomme Celte, et, dans la nôtre, Gaulois. Tous ces peuples diffèrent entre eux par le langage, les coutumes, les lois. Les Gaulois sont séparés des Aquitains par la Garonne, des Belges par la Marne et la Seine. »

— Commentaires sur la Guerre des Gaules I-1, Jules César
Divisés en de nombreux peuples, qui cependant se comprennent et sont conscients de l'unité de leur filiation, les Gaulois s'allient en plaçant certains peuples en position de clients de grandes fédérations.
Ainsi, les Arvernes constituent en Gaule Celtique une puissante fédération, qui compte dans sa clientèle ses peuples voisins : Gabales, Vellaves, Lémovices et Rutènes.

### L'hégémonie arverne en Gaule celtique

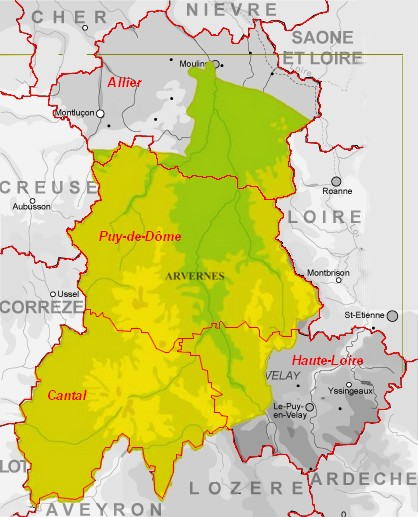
La cité des Arvernes superposée aux quatre départements de l'Allier, du Cantal, de la Haute-Loire et du Puy-de-Dôme

Le géographe et historien grec Strabon décrit une royauté arverne imposant au IIe siècle av. J.-C. son hégémonie sur les peuples gaulois, de la Méditerranée jusqu'à l'océan Atlantique et au Rhin. Si beaucoup d'historiens, dans la ligne de Camille Jullian, ont décrit la Gaule Celtique comme un « empire arverne », la vision prédominante aujourd'hui est celle d'une « hégémonie » similaire à celle de certaines cités grecques classiques, comme celle qu'exercèrent Athènes ou Sparte, c'est-à-dire non pas une structure politique, mais une ascendance diplomatique, militaire, culturelle et économique.
La puissance arverne, qui semble déjà établie de longue date lorsqu'elle est décrite, est favorisée par plusieurs éléments : une position géographique au centre des Gaules et la présence d'un massif montagneux dont ils contrôlent l'accès et la traversée, des ressources naturelles abondantes en eau, en bois, en fer, une démographie forte, une agriculture prospère, une grande vitalité religieuse, un bon développement technique, et une suprématie militaire certaine.
La technique arverne est illustrée par la maîtrise de la poterie, de la métallurgie, la fabrication du fromage qu'ils exportent. L'exploitation des terres agricoles fertiles de la plaine de la Limagne, associée à des techniques agricoles performantes, a certainement permis l'essor démographique de la région. Les fouilles récentes permettent en effet d'estimer la population arverne à 250 000 individus environ. Comme dans les autres régions de Gaule, l'habitat s'organise, au IIe siècle av. J.-C., en gros villages assez étendus, mais en Auvergne, ils sont extrêmement proches et denses. Ce qui permet d'expliquer l'ampleur des troupes que les rois arvernes seront capables de mobiliser. La richesse du monnayage est tout aussi remarquable, en particulier en or, bien que le territoire des Arvernes ne soit que peu aurifère. Il semble avoir été acquis par le versement de tributs, ou de forts échanges commerciaux, des prises de guerre, mais peut-être aussi par des opérations de mercenariat. Le lieu-dit de la Source des Roches, à Chamalières, à la limite de l'actuelle Clermont-Ferrand, qui illustre quant à lui la vitalité spirituelle des Arvernes et son rayonnement, a révélé un sanctuaire de pèlerinage antique d'importance considérable, actif jusqu'au Ier siècle apr. J.-C. Fouillé à la fin des années 1960, il a permis de mettre au jour des milliers d'ex-voto, principalement en bois, offrandes faites aux divinités pour obtenir une guérison.

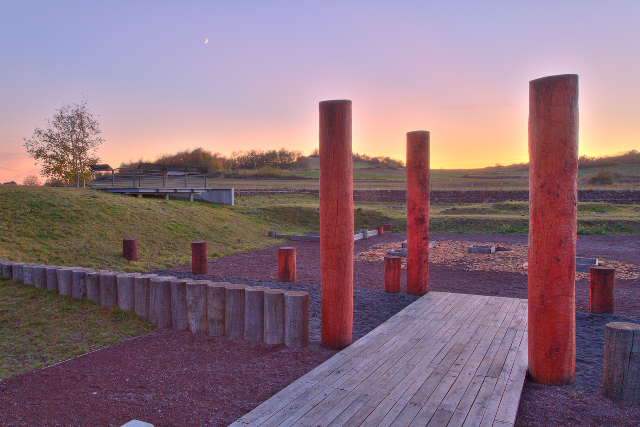
Sanctuaire de Corent (partiel, mise en valeur).

#### Corent, capitale des Arvernes
Le site archéologique du puy de Corent, à une quinzaine de kilomètres au sud de Clermont-Ferrand, a permis de mettre au jour une grande ville gauloise, oppidum de plusieurs dizaines d'hectares.
Les fouilles menées depuis 2001 sur le centre de l'agglomération, vue l'ampleur, la variété et la richesse des vestiges, conduisent à considérer à l’heure actuelle l'oppidum de Corent comme la capitale politique et économique des Arvernes jusqu’à la veille de la conquête romaine et pourrait, à ce titre, être la Nemossos dont parle Strabon dans sa Géographie.
Le centre de l'oppidum est occupé par un vaste sanctuaire du IIe siècle av. J.-C., lieu d'énormes banquets rituels où l'on consomme des tonnes de viande et des centaines de litres de vin dans des grandes cuves. Ce lieu est marqué par les signes du pouvoir de la dynastie du roi Luern (voir plus loin), comme en témoignent les monnaies et les crânes de renard décoratifs retrouvés.
Autour du sanctuaire, s'étend un vaste quartier de centre-ville, avec de grandes habitations et des aires dédiées à l'artisanat et au commerce. Les objets retrouvés montrent que la ville est occupée par une catégorie sociale très aisée, et déjà influencée par le mode de vie romain.

### Luern, roi des Arvernes

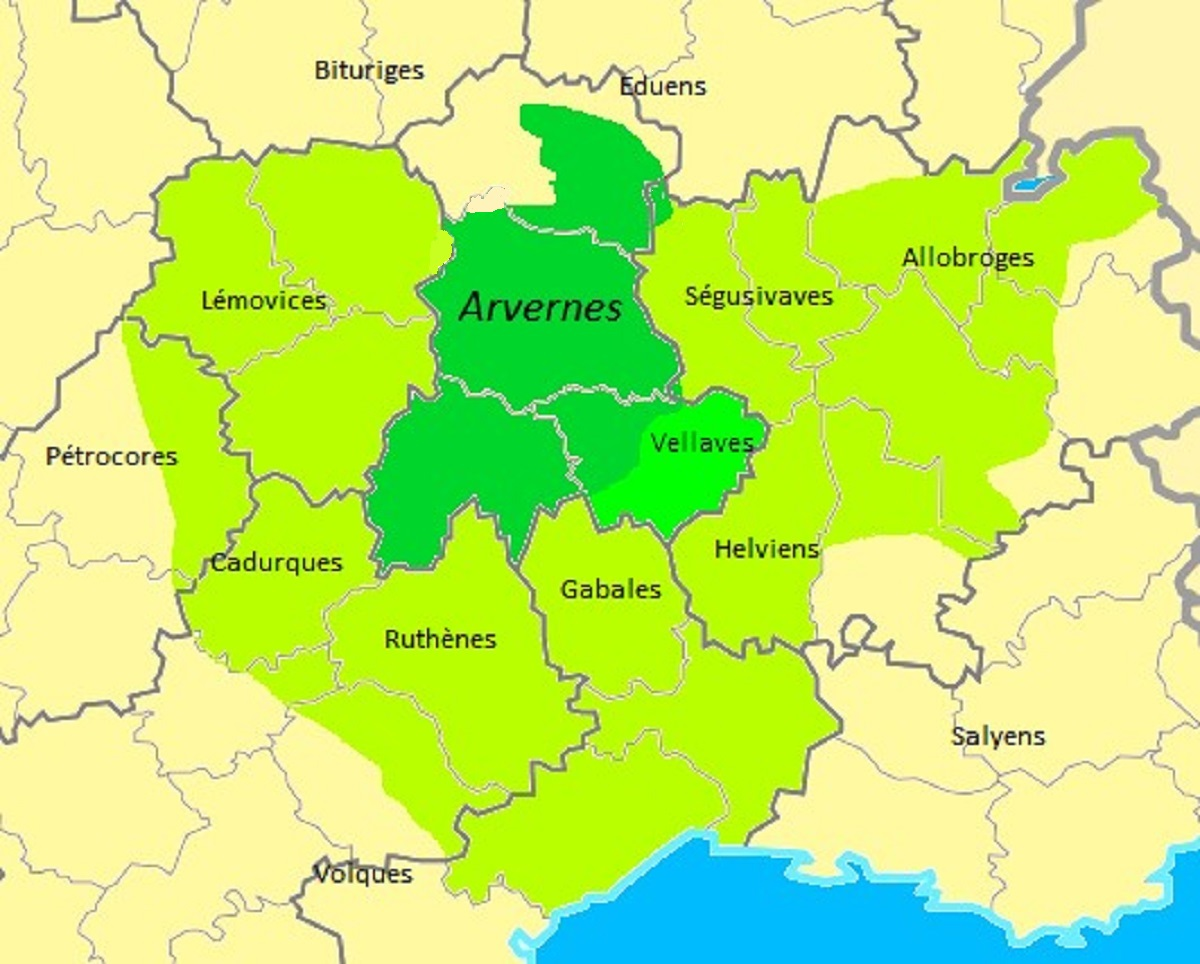
Arvernes (vert foncé) et peuples clients (vert clair) sous le règne du roi Luern. Selon Fabien Régnier et Jean-Pierre Drouin.

Premier roi arverne dont le nom nous est parvenu, Luern, fameux pour sa richesse et ses largesses, règne en Auvergne au IIe siècle av. J.-C..
Son nom pourrait signifier « renard » en langue gauloise, forme que l'on retrouve dans les différentes langues celtiques (loarn en irlandais).

« Luern, pour gagner la faveur de la multitude, se faisait transporter sur un char à travers les campagnes, et jetait de l’or et de l’argent aux myriades de Celtes qui le suivaient. Il faisait enclore un espace de douze stades carrés, sur lequel il faisait remplir des cuves avec des boissons d’un grand prix, et préparer de telles quantités de victuailles que, plusieurs jours durant, il était permis à ceux qui voulaient entrer dans l’enceinte de goûter aux mets qu'on avait préparés et qui étaient à disposition sans interruption. »

— Posidonios d'Apamée (Athénée, Deipnosophistes IV 37, 1-19)

### Bituitos en guerre contre Rome
Bituitos, fils de Luern, règne sur les Arvernes à la fin du IIe siècle av. J.-C.
En -125, appelés à l'aide par les Marseillais menacés par les Salyens, une fédération du sud de la Gaule, les Romains entreprennent une campagne militaire dans la région, dirigée, à partir de -122 par le consul Fabius Maximus. Les chefs Salyens se réfugient chez leurs alliés Allobroges, peuple puissant de la région des Alpes, qui livrent bataille aux Romains, et sont vaincus près de Sorgues. Bituitos, roi des Arvernes et faisant par là autorité sur les peuples de Gaule, envoie une ambassade pour négocier la paix avec les Romains, qui sera décrite par l'historien grec Appien. Devant l'échec des négociations, il lève une armée gauloise de deux cent mille hommes, et marche contre l'envahisseur en -121. Il est vaincu au cours de la bataille du confluent, narrée par Strabon, écrasé par une armée romaine bien équipée et entraînée, qui utilise en particulier les éléphants. Capturé par les Romains, il est conduit à Rome pour servir au triomphe de Fabius Maximus, et finit sa vie en exil à Albe. Les Romains conquièrent définitivement le sud de la Gaule, qui devient la province de Gaule narbonnaise.
La monarchie arverne, brisée, ne se relève pas de cet échec, et est remplacée, à l'image d'autres peuples gaulois, par une assemblée aristocratique de magistrats, les vergobrets.

### Vercingétorix et la guerre des Gaules

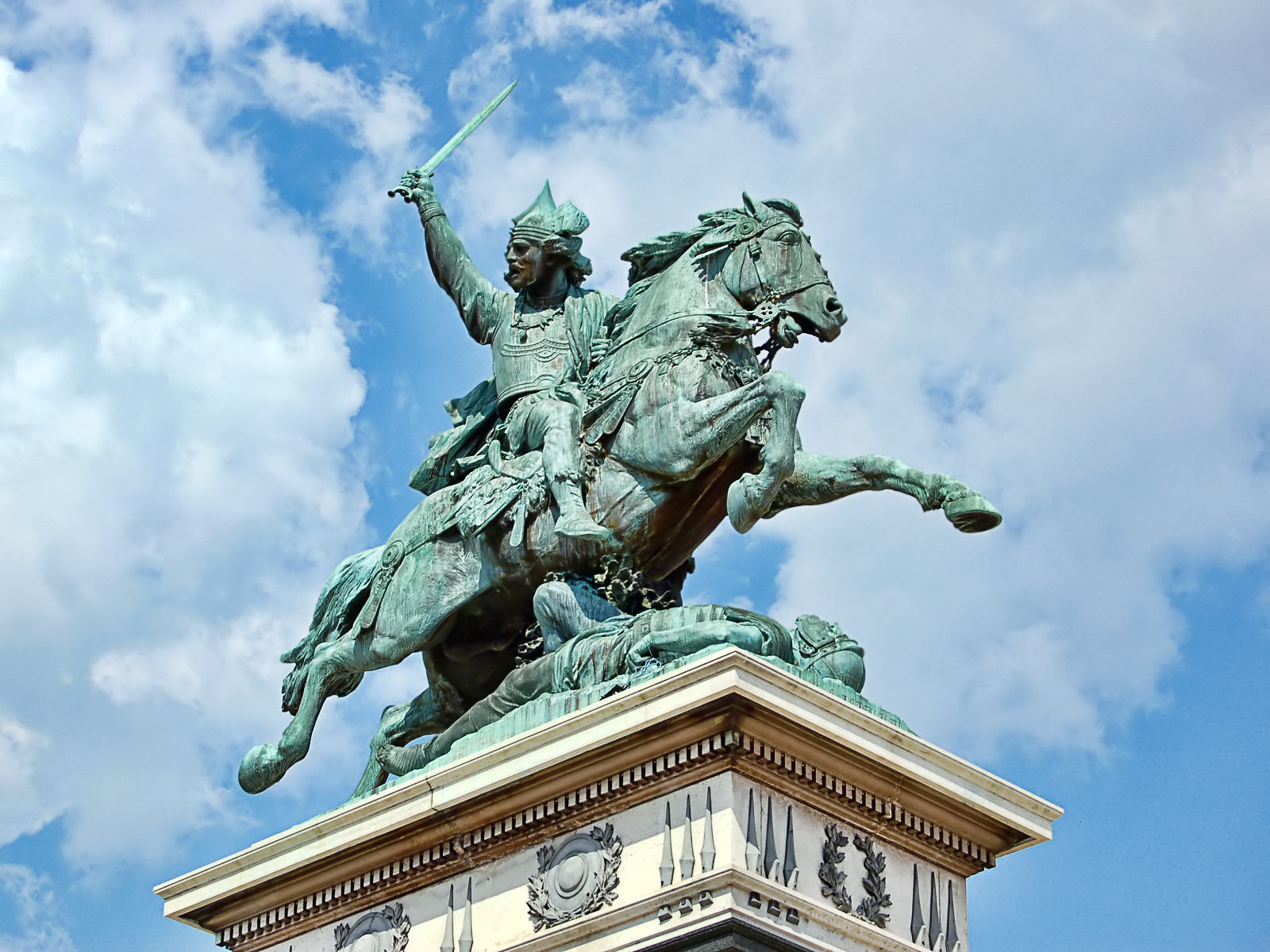
Statue de Vercingétorix, œuvre du sculpteur Auguste Bartholdi sur la place de Jaude à Clermont-Ferrand

#### Le «très grand roi des guerriers»
Vercingétorix naît en Auvergne vers -80 (date estimée). Il est le fils de Celtill, vergobret du peuple arverne qui a tenté de restaurer la monarchie arverne à son profit, abolie depuis la chute de Bituitos. Mis à mort par les magistrats et aristocrates, dont probablement son frère Gobannitio, désireux de ne pas provoquer Rome, Celtill est brûlé dans une cage de bois, selon la tradition gauloise.
Pour beaucoup d'historiens, le mot « Vercingétorix », qui signifie approximativement en langue gauloise « très grand roi des guerriers », serait à interpréter comme un titre plutôt qu'un nom.

#### La révolte et la guerre

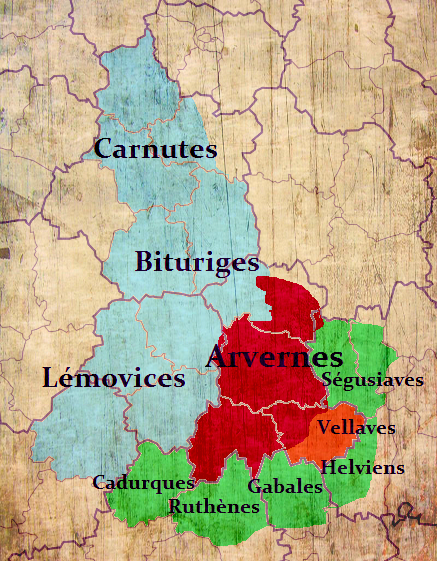
Confédération Arverne à la fin de l'hégémonie.

En -58, débute la guerre des Gaules. Jules César, prenant pour prétexte la menace que font peser les Germains sur ses alliés Éduens, commence l'invasion de la Gaule. Il soumet successivement les Belges, les Nerviens d'Ambiorix, les Bellovaques, les peuples de l'Armorique. Rome considère alors la Gaule comme conquise.
À partir de -56, la résistance à la domination et à l'oppression romaine s'intensifie partout en Gaule, et un point de non-retour est franchi par les Carnutes, qui massacrent les commerçants romains lors de l'hiver -54/-53.
Vercingétorix survient alors sur le devant de la scène politique, comme le meneur du parti anti-romain.
Il revendique alors, comme l'avait fait son père, la royauté arverne pour lui. Il se heurte lui aussi aux autres aristocrates, et notamment à son oncle Gobannitio. Prenant la fuite, il s'appuie sur le peuple des campagnes pour s'imposer et prendre le titre de roi. Ce changement politique obtenu, il prend la tête de la coalition militaire gauloise contre César.
Il mène partout en Gaule la tactique de la terre brûlée, pour couper les vivres à l'ennemi. Lorsque César, à la tête de six légions, vient le défier en Auvergne sur son oppidum fortifié, en -52, lors du siège de Gergovie, il remporte la victoire et repousse l'armée romaine. Contraint à se replier à Alésia, après avoir perdu une partie de sa cavalerie, il y est à nouveau assiégé par César. Voyant que le blocus établi ne peut être brisé, malgré l'arrivée tardive de renforts gaulois, et que ses compagnons vont mourir de faim, Vercingétorix se constitue prisonnier auprès de César, contre la vie sauve pour ses hommes.
Jules César emmène Vercingétorix comme trophée de sa longue campagne militaire en Gaule, en vue de son triomphe à Rome. Il est maintenu prisonnier vraisemblablement dans les geôles du Tullianum (prison Mamertine) et est probablement étranglé, en août -46, date de la célébration du triomphe de César sur la Gaule.

## L'Auvergne sous l'empire romain: une province prospère

### L'Auvergne devient romaine

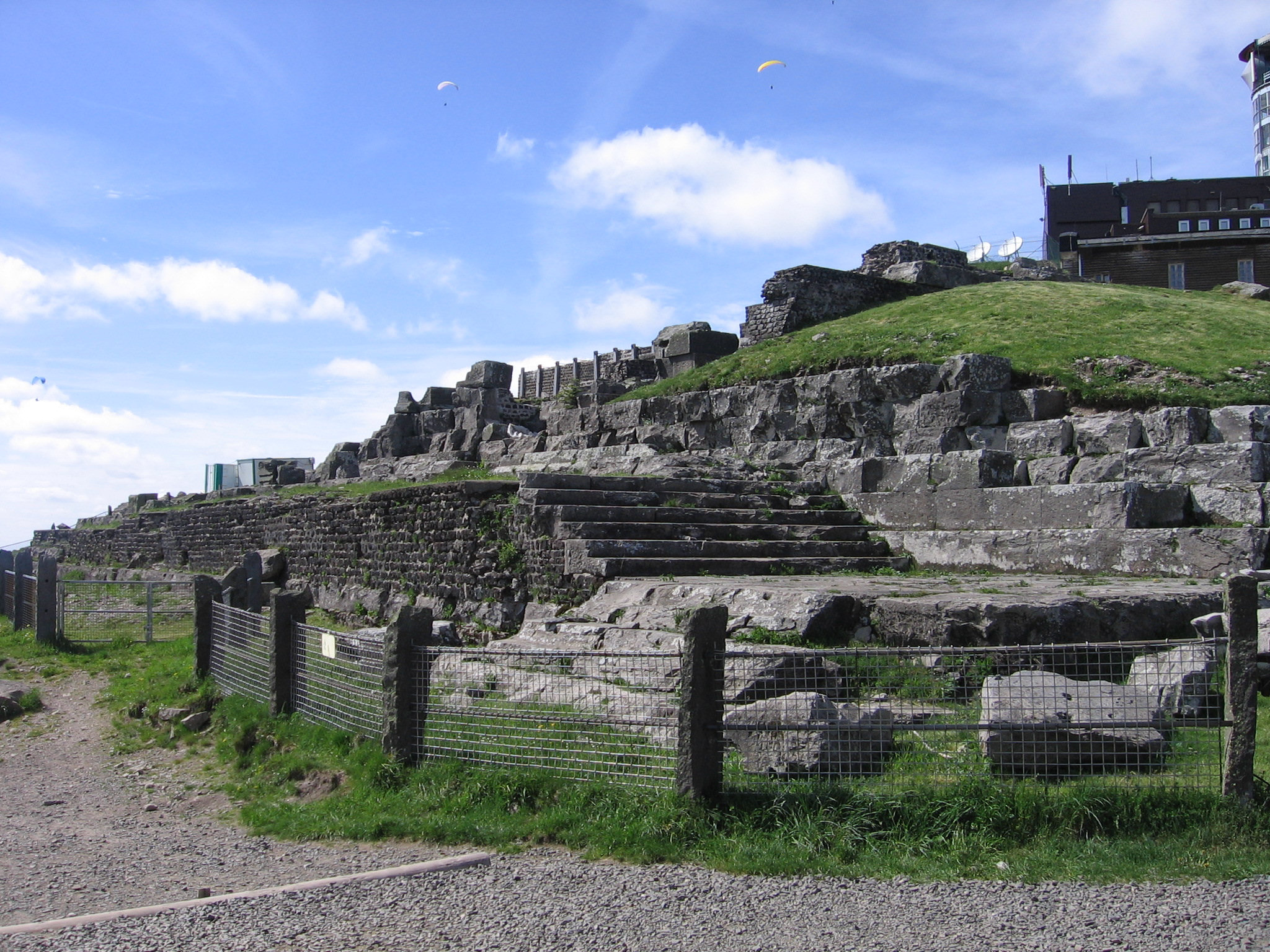
Les ruines du temple de Mercure-Dumias, Ier siècle apr. J.-C., au sommet du puy de Dôme

César, après sa victoire, fait preuve de sens politique : il ménage les Arvernes et leur rend leurs prisonniers sans rançon, souhaitant s'appuyer sur la partie de l'aristocratie qui lui avait été favorable antérieurement.
Les Arvernes retrouvent donc un gouvernement dirigé par une assemblée de magistrats et de notables, avec à sa tête Epadnactus. Décrit comme un grand ami de Rome par César, il nous est aussi connu par des monnaies marquées EPAD, dont un très grand nombre a été retrouvé à Gergovie. Epadnactus prouve sa fidélité à Rome en livrant à César le chef cadurque Luctérios.
Les deux siècles qui suivent la conquête sont une ère de paix et de prospérité. Leur chronologie incertaine rend difficile le travail des historiens, cependant on peut affirmer que les changements politiques considérables de l'époque n'ont que peu affecté le mode de vie des habitants. L'Auvergne se dote d'une organisation et d'une administration qui l'intègrent à l'empire dans la province d'Aquitaine. Les vainqueurs, qui s'installent peu nombreux dans la région, s'assimilent rapidement aux Arvernes, dont le mode de vie n'est pas si éloigné de celui des romains que l'ont véhiculé les clichés historiques. La langue latine finit par l'emporter sur le gaulois, mais tardivement (l'auvergnat Grégoire de Tours signale au VIe siècle que son usage perdure). Les cultes celtiques, proches des cultes romains, se transforment peu à peu, par l'assimilation des dieux. Ainsi, la vitalité religieuse arverne perdure, et cette période voit l'érection de grands sanctuaires, comme le temple dressé au sommet du Puy de Dôme, consacré au dieu Mercure-Dumias (Mercure du Dôme), les Romains ayant assimilé Mercure au dieu gaulois Lug, ou encore le temple de Vasso-Galate, bâti à Augustonemetum, ville gallo-romaine fondée à proximité de Gergovie et de Corent, nouvelle capitale des Arvernes dédiée à l'empereur Auguste, qui sera cependant renommée au IIIe siècle « cité des Arvernes » ou « Arvernis » (puis « Clairmont » au IXe siècle).

### La christianisation de l'Auvergne

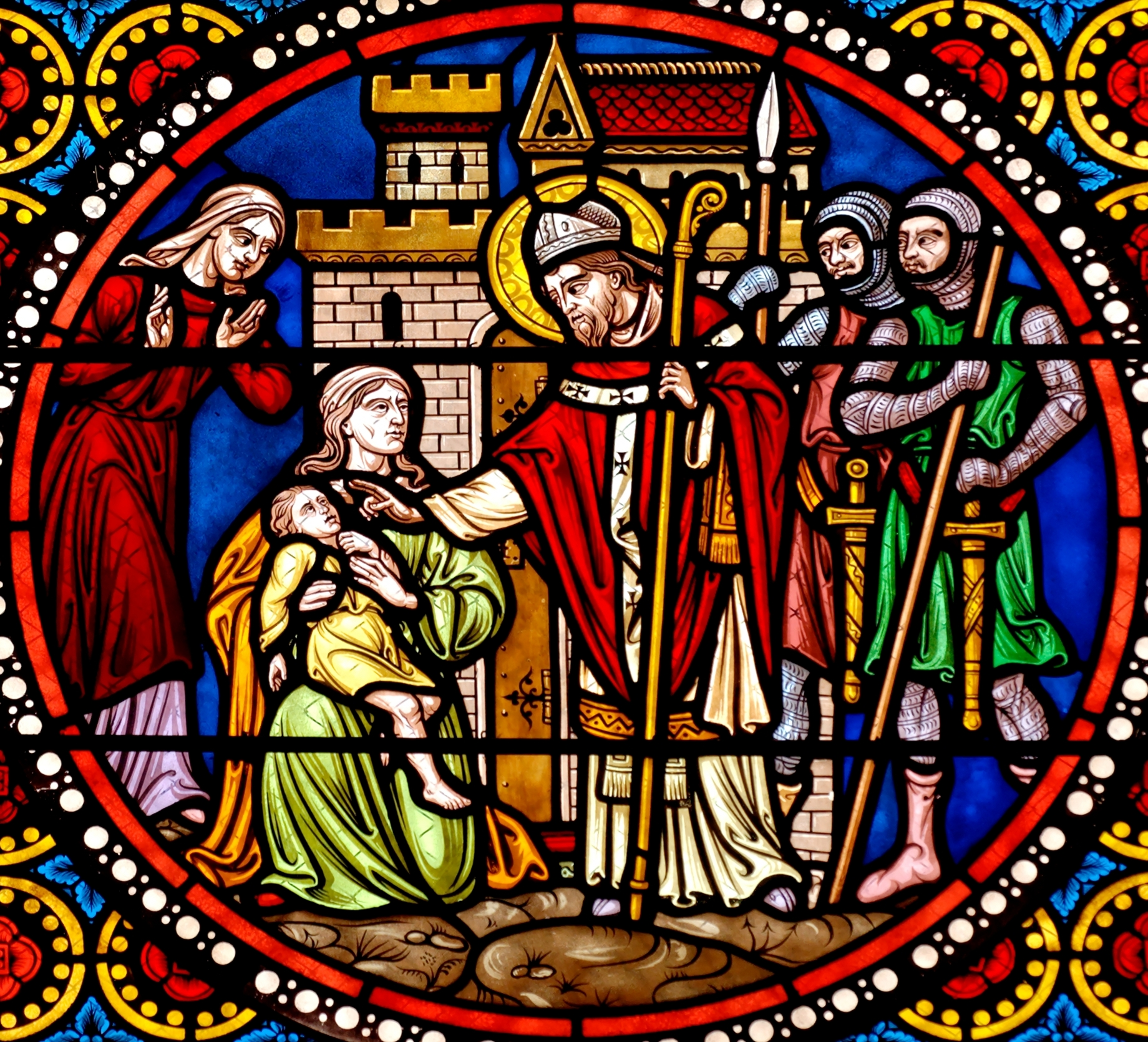
Saint Austremoine, premier évêque d'Auvergne (vitrail de l'église Saint-Austremoine à Issoire)

Saint Austremoine, envoyé de Rome par le pape pour évangéliser les Arvernes, à la fin du IIIe ou au début du IVe siècle, est le premier évêque d'Auvergne.

« Dans ce temps, sept hommes, nommés évêques, furent envoyés pour prêcher dans les Gaules.[...] Voici ceux qui furent envoyés : Gatien, évêque à Tours ; Trophime à Arles ; Paul à Narbonne ; Saturnin à Toulouse ; Denis à Paris, Austremoine en Auvergne et Martial à Limoges. »

— Grégoire de Tours, Histoire des Francs (livre I, XXX)
Il prêche la nouvelle religion, accompagné de ses diacres et de ses disciples, dont le culte, comme celui d'Austremoine, a perduré jusqu'à aujourd'hui, et dont les prénoms se retrouvent partout en Auvergne, dans les noms des villages, des églises et des montagnes : Mary, qui évangélise la Haute-Auvergne avec Mamet, Anthème, Nectaire, qui aura lui-même pour disciple Beaudime, Cerneuf et Genès.
Saint Austremoine fonde un monastère à Issoire, où il meurt et est enterré. Le christianisme se répand rapidement, transformant les lieux de cultes et de pèlerinages païens en églises et en pèlerinages chrétiens, malgré les persécutions, qui donnent à l'Auvergne ses martyrs, comme saint Julien de Brioude et saint Ferréol. Se propageant d'abord en ville (un quartier chrétien se crée très tôt à Arvernis, le vicus christianorum, actuel quartier de Saint-Alyre), à partir de l'édit de Constantin il inonde les campagnes, porté par saint Amable, saint Pourçain, saint Privas, saint Alyre (le quatrième évêque d'Auvergne), saint Amant, saint Flour…
Au Ve siècle, le christianisme est solidement implanté en Auvergne, et l'autorité de l'évêque d'Auvergne s'étend sur toute la région, le diocèse se confondant avec le cadre administratif.

### Fin de l'empire romain d'Occident

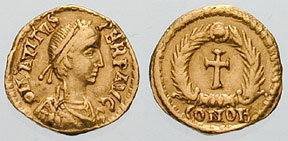
Pièce à l'effigie d'Eparchus Avitus, issu de la noblesse arverne gallo-romaine, empereur romain d'Occident (455 - 456)

À partir du milieu du IIIe siècle, l'Auvergne est menacée par la poussée des peuples germaniques et l'affaiblissement de l'empire, qui ne peut les contenir. Les raids germains, racontés par Grégoire de Tours, sèment l'insécurité, les villes déclinent, en particulier Arvernis, et l'autorité de l'empire, qui sera reconnue jusqu'au bout par l'Auvergne, se révèle de plus en plus impuissante.
En 455, Flavius Eparchus Avitus, aristocrate arverne, sénateur, préfet du prétoire des Gaules, est proclamé empereur d'Occident. Mais son règne, abrégé par les barbares devenus les maîtres dans l'Empire romain, ne dure que quatorze mois.

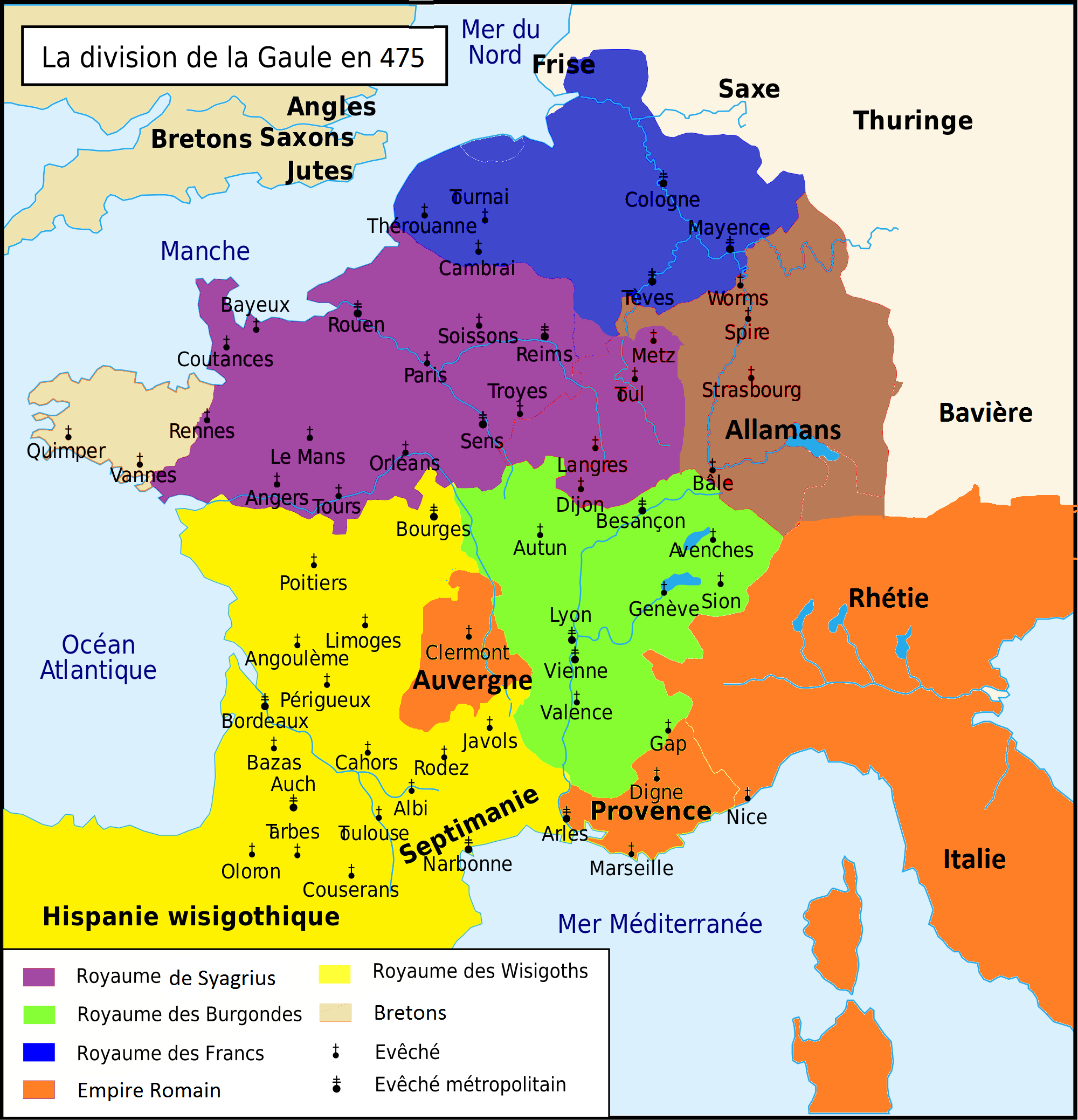
Situation géopolitique des Gaules en 475 ; dernière année de l'Auvergne en tant que bastion romain avant son incorporation au royaume des wisigoths.

À partir de 469, l'Auvergne, qui reconnaît toujours l'autorité de Rome comme légitime, est menacée par les Burgondes à l'est, et par les Wisigoths, qui défendent l'hérésie d'Arius, et qui ont conquis la plus grande partie de l'Aquitaine, à l'ouest. Ces derniers, menés par le roi Euric investissent le pays en 471. Sidoine Apollinaire, onzième évêque d'Auvergne, et autrefois gendre de l'empereur Avitus, mène alors la résistance et la défense d'Arvernis pendant quatre ans, aux côtés d'Ecdicius, fils d'Avitus, son beau-frère.
Mais l'Auvergne est cédée en 475, vendue à Euric par l'empereur Julius Nepos en échange de l'évacuation de la Provence, malgré les protestations de Sidoine Apollinaire contre ce traité qu'il juge inique.

## L'Auvergne wisigothe

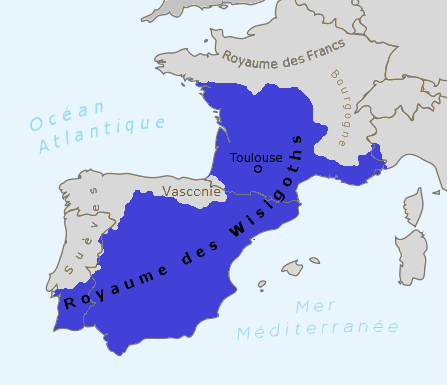
Le royaume Wisigoth vers l'an 500

L'Auvergne entre en 475 dans le royaume wisigoth d'Euric, qui s'étend sur presque toute la péninsule ibérique et le sud de la Gaule, et qui a pour capitale Toulouse. Le roi wisigoth se montre cependant clément. Il nomme un arverne catholique, Victorius, comme gouverneur de l'Auvergne et des provinces de l'Aquitaine, qui tempère les relations entre les wisigoths, ariens, et l'Église. Il libère de plus Sidoine Apollinaire, qui retrouve son siège épiscopal après deux années de captivité. La domination d'Euric est ainsi solidement établie, et relativement bien acceptée.
Euric meurt vers 484, son fils Alaric II lui succède ; l'Auvergne est sous son règne bien plus intégrée au royaume wisigoth et en occupe désormais une place centrale avec sa capitale Clermont qui domine toute l'Aquitaine Première. Alaric II nomme à la suite du décès de Victor un nouveau comte d'Auvergne, Apollinaire de Clermont.
Alaric II entre en guerre contre les Francs, et il est défait à la bataille de Vouillé, en 507, malgré la combativité de nombreux contingents auvergnats qui s'illustrent sous les ordres d'Apollinaire, fils de Sidoine Apollinaire.

« Il périt dans cette bataille un grand nombre d'arvernes, et même des plus considérables, qui étaient venus avec Apollinaire. »

— Grégoire de Tours, Histoire des Francs.
Malgré des combats, l'Auvergne passe alors sous la domination du roi des Francs Clovis lors de l'arrivée de ses troupes en 510. Des révoltes pro-wisigoths et menées par Placidina et Arcade vont aboutir à une conquête et répression de la part du pouvoir franc et plus particulièrement de Thierry Ier en 537.

## L'Auvergne mérovingienne et carolingienne: le temps des fléaux

### Entre Francs et Aquitains
La domination franque en Auvergne provoque des résistances, reflétant les rivalités entre Francs et Goths en Gaule méridionale, et les rivalités dans la dynastie mérovingienne elle-même. À la mort de Clovis, en 511, son royaume est partagé, et l'Auvergne passe sous possession de son fils Thierry. Elle fait partie des provinces méridionales rattachées à l'autorité du royaume de Gaule du nord-est : l'Austrasie. L'Auvergne reste ainsi austrasienne pendant un siècle et demi, sauf pendant les brèves périodes de réunion du royaume franc.
Les rois austrasiens nomment des comtes, parmi l'aristocratie gallo-romaine locale, qui dirigent la province avec les évêques d'Auvergne.
Tardivement incorporée dans les royaumes germaniques, l'Auvergne n'en est que très peu influencée, comme l'attestent les toponymes, les noms des contemporains et les vestiges, qui conservent leur forme gallo-romaine
L'Auvergne passe, à la fin du VIIe siècle ou au début du VIIIe siècle, dans des circonstances encore mal connues, de l'autorité de l'Austrasie à celle du puissant duché d'Aquitaine, bientôt érigé en royaume, qui réunit la majeure partie de la Gaule du sud, dépendant théoriquement du royaume des Francs, mais qui cherche à s'émanciper en affrontements incessants dont l'Auvergne sera l'otage, objet de convoitise et victime. Elle est ainsi gouvernée par les ducs d'Aquitaine, qui portent aussi le titre de comte d'Auvergne, parmi lesquels on comptera Bernard Plantevelue (de 872 à 886) et Guillaume Tête d'Étoupe (de 950 à 963).
Le pouvoir est cependant exercé concrètement par les évêques d'Auvergne, comme toujours pendant les périodes de carence du pouvoir civil. Leur élection est contrôlée par les souverains, et certains rois n'hésitent pas à intervenir dans les nominations. Saint Gal, saint Priest, saint Bonnet et saint Avit comptent parmi les plus fameux. Ils fondent partout en Auvergne de nombreux monastères (à Brioude, à Manglieu, à Thiers, à Mozac, etc.), qui mènent une grande activité intellectuelle et scolaire, imprégnée de culture classique, et dont le rayonnement fait déjà de l'Auvergne une importante place de la Chrétienté, comme en témoigne la tenue de plusieurs conciles.

### Épidémies, guerres et pillages
À ces troubles politiques, se rajoutent pendant ces siècles de grandes calamités. Grégoire de Tours évoque au VIe siècle de nombreuses épidémies. Puis l'Auvergne est victime des incursions musulmanes. Les Sarrasins ravagent la région à plusieurs reprises, pillant et détruisant les villes.
Pépin le Bref engage en 760 la lutte contre le duc d'Aquitaine Waïfre, et organise des expéditions militaires qui ravagent l'Auvergne à deux reprises, en 761 et 767. Il brûle sa capitale, détruit sa cathédrale et les forteresses de la région, emmenant, selon le chroniqueur Frédégaire, « beaucoup de butin et une armée intacte, avec l'aide de Dieu. »
Les Normands attaquent la région à partir du IXe siècle. Ils assiègent et incendient la capitale, qu'on appelle depuis peu « Clairmont » (« Clarus Mons »), à trois reprises, en 856, en 864 et en 916. En 916, la ville est totalement détruite.
L'effacement du pouvoir royal carolingien et le pouvoir limité des ducs d'Aquitaine favorisent l'essor de puissantes familles seigneuriales locales, livrées à elles-mêmes, qui se mènent des guerres privées incessantes, et pillent la région sans relâche, n'hésitant pas à rançonner les monastères et à se livrer au brigandage. L'Auvergne se couvre de châteaux et de forteresses.
L'insécurité permanente dans laquelle se trouve l'Auvergne, qui a des conséquences désastreuses, semble culminer au Xe siècle.

## Le grand essor médiéval

Le mouvement de la paix de Dieu fixe le rôle des trois ordres dans la société médiévale

### La Paix de Dieu
Cette insécurité permanente est à l'origine de la réaction de l'Église et du mouvement de la « Paix de Dieu », qui naît en Auvergne au milieu du Xe siècle, et qui aura un retentissement formidable dans le monde occidental et fondera les bases morales de la société médiévale.
Les religieux auvergnats, sous la direction d'Étienne II, évêque d'Auvergne qui décide de mettre fin à l'anarchie et à la violence, réunissent de grandes assemblées populaires à qui ils font jurer la paix. Étienne II réunit des plaids à Clermont et à Aurillac, et met un terme à la rébellion des seigneurs auvergnats. Il est rapidement suivi par l'évêque du Puy. Le mouvement prend toute son ampleur en 989, au concile de Charroux, où on décide de consigner les décisions dans des canons. D'autres conciles suivent partout en France, pour instaurer la Paix de Dieu, désormais relayée par Odilon de Cluny et le roi de France Robert le Pieux. Ces conciles aboutiront plus tard à l'instauration de la « Trêve de Dieu » (suspension de toute activité guerrière pendant des périodes définies), puis sur la normalisation des codes de la chevalerie, protectrice des faibles et de l'Église.

### Naissance d'une dynastie
Gouvernée jusqu'alors par les ducs d'Aquitaine, qui portent aussi le titre de comte d'Auvergne, pouvoir lointain exercé sur place par des vassaux, l'Auvergne connaît un changement politique majeur à la fin du Xe siècle, lorsque Guy, vicomte de Clermont et d'Auvergne, se proclame comte d'Auvergne (comes arverniae). Il est à l'origine de la dynastie comtale héréditaire, qui se choisit pour capitale la ville de Montferrand.
Théoriquement vassaux des ducs d'Aquitaine, eux-mêmes vassaux des rois de France, les comtes d'Auvergne s'affranchissent en réalité de plus en plus de leurs suzerains directs, tandis que se renforce l'idée royale, propagée par les clercs, qui donne aux rois capétiens des droits sur toute l'ancienne Gaule. Ainsi, à mesure que l'autonomie des comtes d'Auvergne s'affirme, l'Auvergne s'intègre progressivement au royaume de France. Les comtes sont eux-mêmes suzerains de nombreux seigneurs auvergnats, comme les seigneurs de Mercœur, les vicomtes de Polignac, les seigneurs de Montboissier, les vicomtes de Murat, les barons de la Tour, et les comtours d'Apchon.
Dans le même temps, le développement de la féodalité conduit les évêques d'Auvergne, qu'on appelle évêques de Clermont à partir de 1160, à devenir les maîtres de grands domaines centrés sur Clermont, qui constituent la « seigneurie épiscopale de Clermont ». Les évêques, indépendants du pouvoir des comtes dans leur ville, deviennent leurs concurrents politiques, et la longue rivalité entre les villes de Clermont et Montferrand voit le jour.

### Les abbayes font de l'Auvergne un haut-lieu intellectuel de la Chrétienté

Bannière de l'abbé d'Aurillac XIe siècle

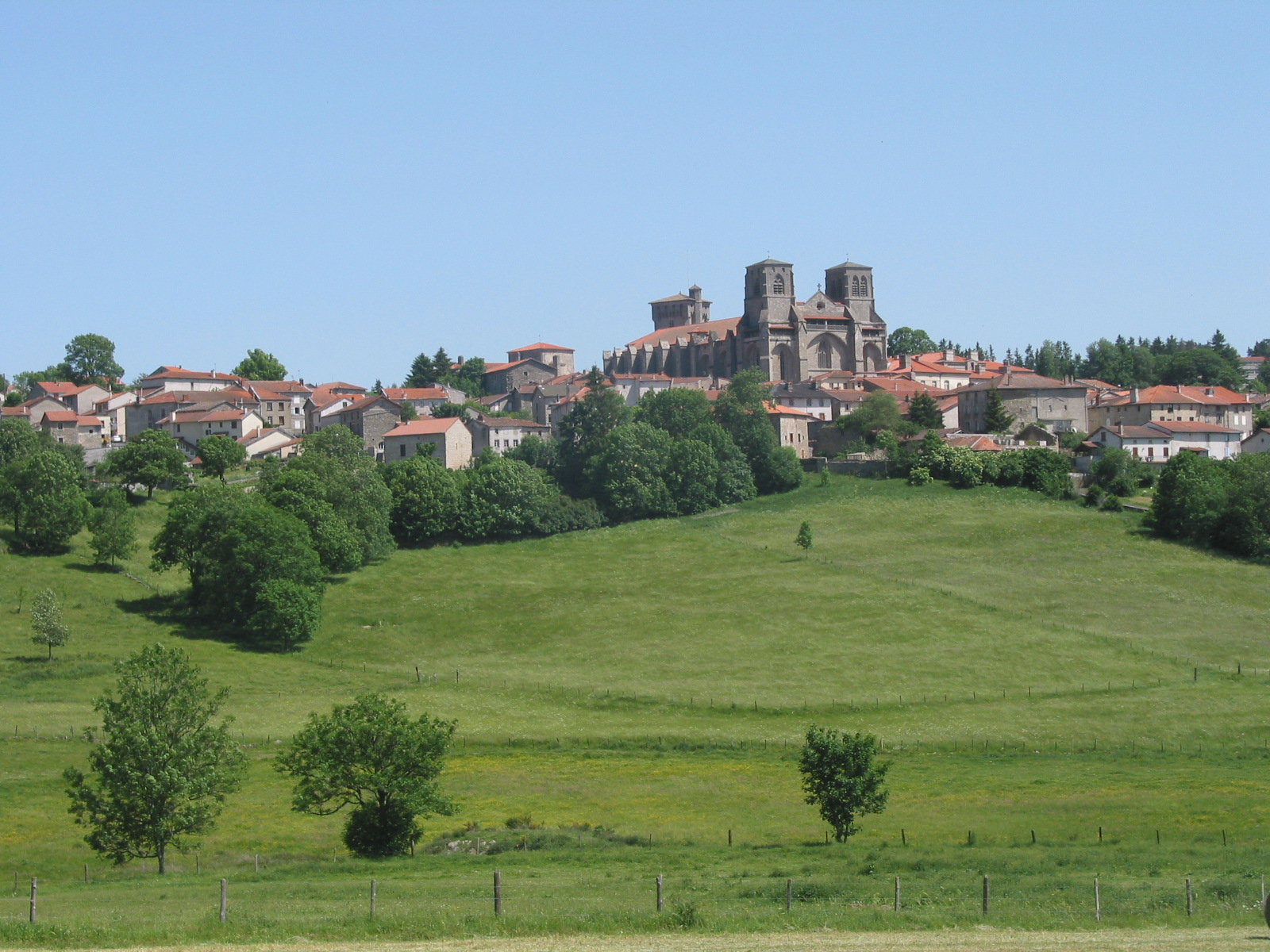
L'abbaye de la Chaise-Dieu

Le Moyen Âge auvergnat est marqué par le rôle des ordres monastiques et des nombreuses abbayes dont la renommée s'étend très largement dans la Chrétienté. Véritables foyers intellectuels, à la fois lieux de prière et d'étude, les abbayes auvergnates, particulièrement prospères du XIe siècle au XIIIe siècle, enseignent dans toutes les disciplines et se bâtissent une solide réputation en Occident. Les abbayes d'Aurillac et de la Chaise-Dieu comptent parmi les plus célèbres.

#### L'abbaye d'Aurillac
L'abbaye d'Aurillac est fondée en 894 par saint Géraud, seigneur d'Aurillac avec le titre de comte, héritier d'un vaste alleu carolingien qui déborde sur le Quercy et le Rouergue. Elle se développe rapidement par la fondation de plusieurs centaines de prieurés dans toute l'Aquitaine, jusqu'en Espagne, et connaît un grand rayonnement grâce à son scriptorium. Son élève le plus illustre est Gerbert d'Aurillac (926-1003), originaire des environs de l'abbaye, grand savant, mathématicien, qui favorise l'introduction des chiffres arabes en Occident. Il devient archevêque de Reims, précepteur d'Otton II et de Hugues Capet. Il joue un grand rôle dans l'élection de ce dernier, puis dans celle de l'empereur germanique Otton III. Il devient le premier pape français, de 999 à 1003, sous le nom de Sylvestre II.

#### L'abbaye de la Chaise-Dieu
Saint Robert, seigneur de Turlande, en Carladès, fonde en 1043 l'abbaye de la Chaise-Dieu (Casa Dei, ou Maison de Dieu), qui connaît elle aussi un développement rapide. Elle compte en permanence plus de trois cents moines du XIe au XIIIe siècle. Plusieurs papes viendront à La Chaise-Dieu : Urbain II, Calixte II, Innocent II ou Clément VI qui se fera inhumer dans l'abbatiale.

### Un élan artistique exceptionnel

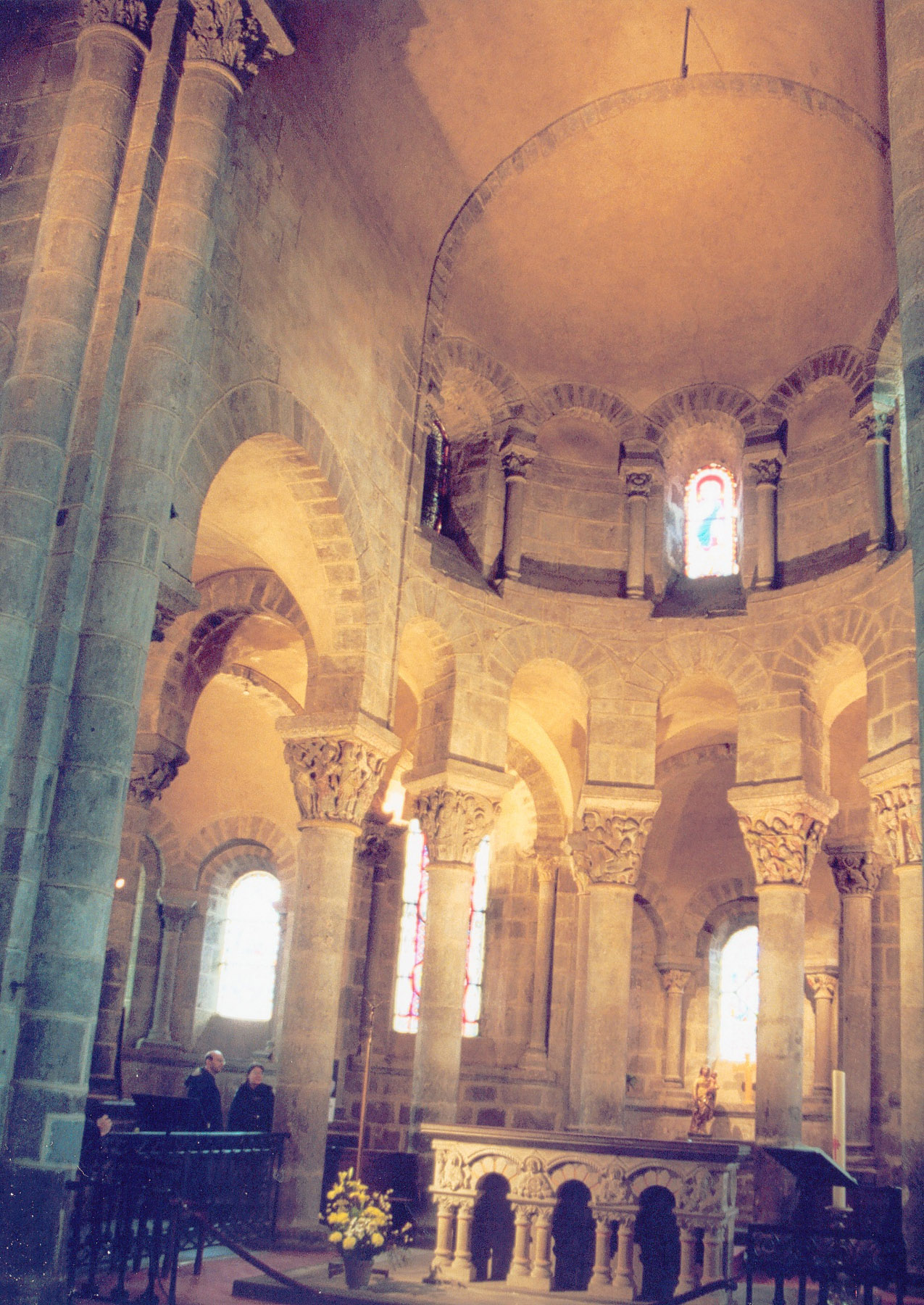
L'église de Saint-Nectaire

Entre 950 et 1150 environ, l'Auvergne se couvre d'admirables églises romanes, dans un style qui lui est propre, très créatif, organisant l'espace et le décor en harmonie avec ses paysages[précision nécessaire].
Le premier et le plus important de ces monuments, qui sert sans doute de référence à toute la province, est la cathédrale que fait bâtir l'évêque Étienne II (par ailleurs frère du vicomte Robert le Jeune), vers 950, par le maître d'œuvre Adelelmus. La cathédrale suscite immédiatement une immense admiration, dont les textes contemporains se font l'écho : « Étienne construisit dans sa ville épiscopale, en l'honneur de la Vierge, Mère de Dieu, une basilique tellement admirable qu'on n'en a jamais entrepris de semblable dans le monde entier » (sermon du diacre Arnaud). Il ne reste aujourd'hui que ses fondations, sous l'actuelle cathédrale de Clermont-Ferrand.
Cinq églises romanes, dites « majeures », groupées autour de Clermont, dans la plaine de la Limagne ou dans les vallées qui y débouchent, naissent à la suite de la cathédrale d'Étienne II :
- Notre-Dame du Port, longtemps appelée « Sainte Marie Principale », à Clermont, non loin de la cathédrale, qui est demeurée le centre d'une grande dévotion à la Vierge ;
- Orcival, église de pèlerinage bâtie au creux d'une vallée entre Monts Dore et Monts Dôme, qui abrite une célèbre Vierge en majesté ;
- Saint-Austremoine, à Issoire, la plus vaste, dédiée à l'apôtre de l'Auvergne ;
- Saint-Saturnin, la plus récente et la plus petite ;
- Saint-Nectaire, élevée sur la tombe du saint, entourée d'un somptueux paysage.

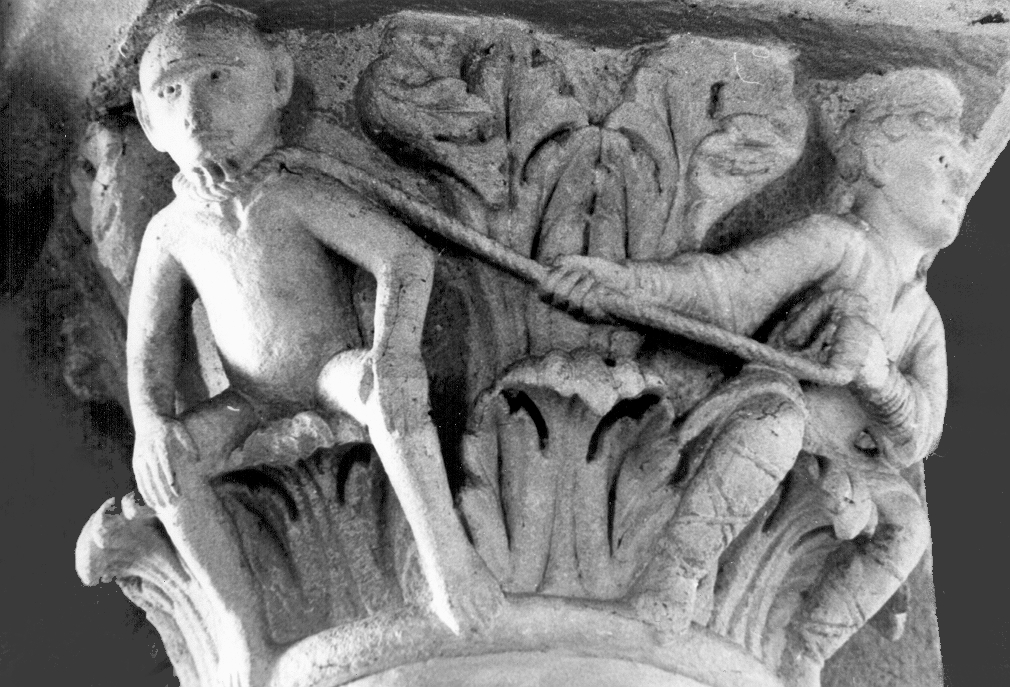
Un thème récurrent de la sculpture romane auvergnate : le singe cordé (ici celui de Mozac)

L'art roman auvergnat possède des caractéristiques propres qui se retrouvent dans la plupart de ses églises : narthex aux murs épais et aux piliers trapus, rythme lumineux des travées de la nef, colonnes légères du chœur, déambulatoire et chapelles rayonnantes. Le contraste est remarquable entre la sobriété et la géométrie de l'architecture, et le foisonnement de la sculpture, en particulier des chapiteaux, qui apporte la poésie et la vie aux édifices, par des motifs riches et originaux, dont les thèmes sont empruntés aux Écritures (Annonciation, Adoration des Mages, Portement de la Croix), à l'Antiquité classique (sirènes, atlantes, centaures et dragons), au combat du vice et de la vertu (charité et avarice), ou demeurent aujourd'hui énigmatiques (comme celui du « singe cordé »).
Partout dans la province, en Basse comme en Haute-Auvergne, se construisent des églises romanes, reprenant les caractéristiques des cinq majeures, de dimensions parfois modestes ou approchant leurs dimensions : Saint-Julien de Brioude, Châtel-Montagne, Notre-Dame-des-Miracles à Mauriac, Biozat, Albepierre-Bredons, Mozac, comptent parmi les plus fameuses.

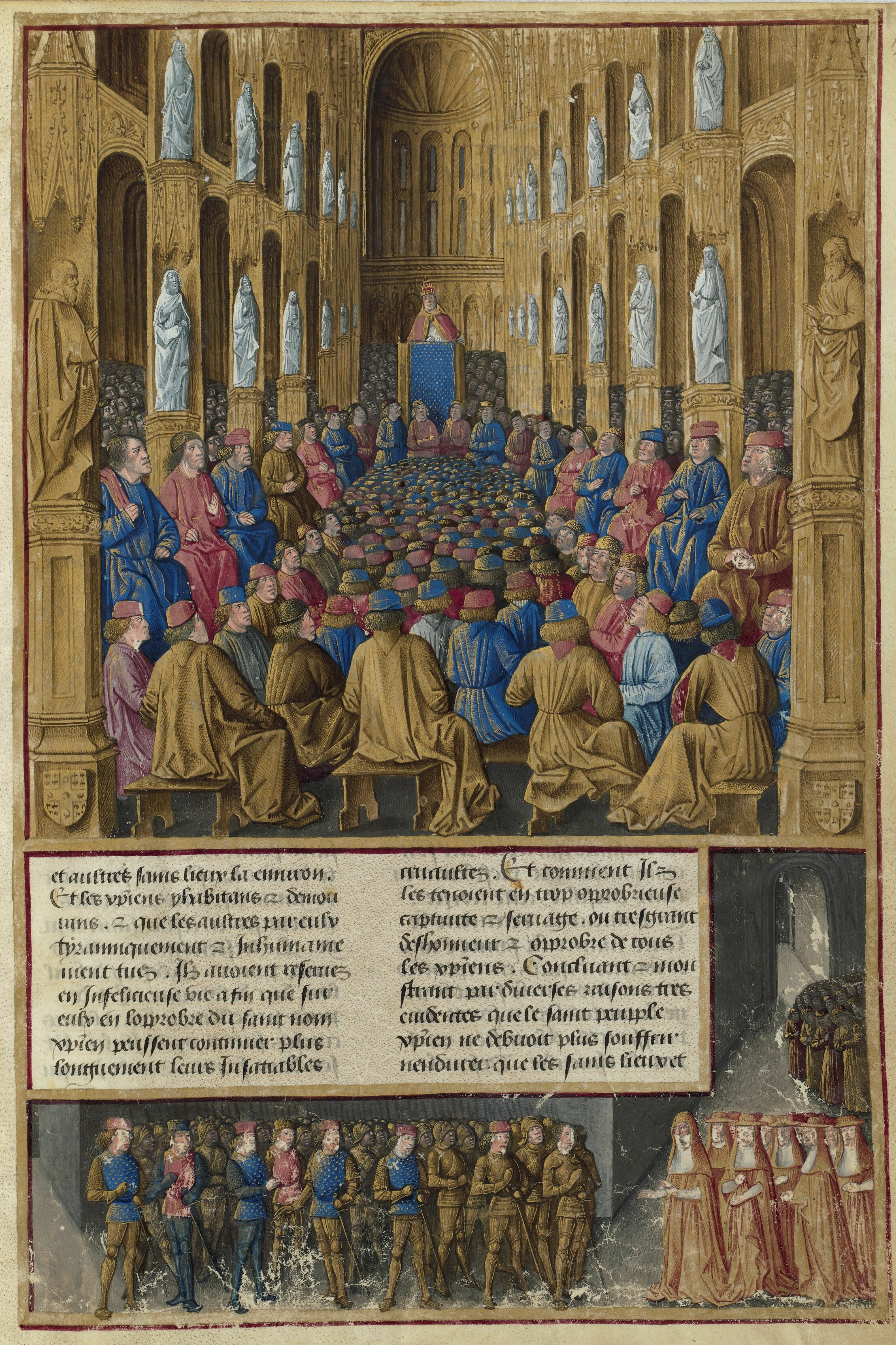
Le prêche du pape Urbain II au concile de Clermont. Miniature de Jean Colombe, extraite des Passages d'outremer, vers 1474, BNF, Fr.5594.

### Le concile de Clermont et la première croisade
Le pape Urbain II convoque un concile à Clermont en 1095, qui s'ouvre le 18 novembre. Les principales questions à l'ordre du jour sont l'extension de la Paix de Dieu, la condamnation d'abus commis par des gens d'Église, et l'excommunication du roi de France Philippe Ier, qui a répudié sa femme pour en prendre une nouvelle, et refuse de se soumettre aux injonctions du pape. Le choix de la ville de Clermont est motivé par le fait que les moines clunisiens sont bien implantés dans la région (Urbain II est lui-même clunisien), et surtout par la relative indépendance politique dont jouit l'Auvergne au XIe siècle, qui met le concile à l'abri de Philippe Ier.
Le concile réunit, selon les chroniqueurs, 12 archevêques, 80 évêques, et 90 abbés, principalement français, mais aussi espagnols ou italiens. De nombreux sujets sont traités en plus des principaux, qui précisent par exemple les conditions du jeûne et du pèlerinage à Jérusalem, ou la protection des religieux.

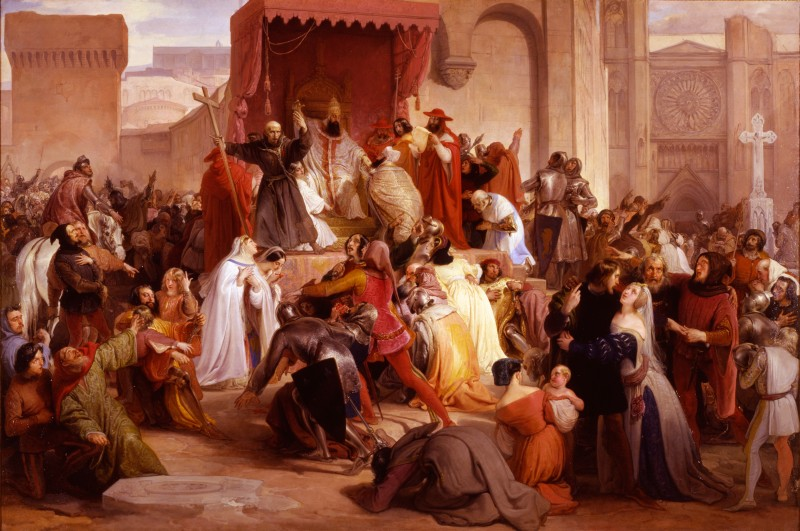
Le pape Urbain II prêchant la première croisade sur la place de Clermont, tableau de Francesco Hayez (1835).

Pour clore le concile, le 27 novembre, Urbain II prononce un discours en présence d’une foule de clercs et de laïcs, réunis dans un champ à proximité de la ville (lieu de l'actuelle place de Jaude, à Clermont-Ferrand). C'est là qu'il lance l'appel de Clermont : après avoir évoqué les malheurs et souffrances des chrétiens d’Orient, persécutés par les Turcs seldjoukides, le pape adjure les chrétiens d’Occident de cesser leurs guerres fratricides et de partir pour la Terre Sainte, laissant derrière eux leurs biens et leurs familles, pour délivrer Jérusalem des mains des « peuples sacrilèges ». Le chroniqueur Robert Le Moine raconte que la foule enthousiaste scande alors « Dieu le veut ! ». Les chrétiens se cousent sur le vêtement une croix rouge.

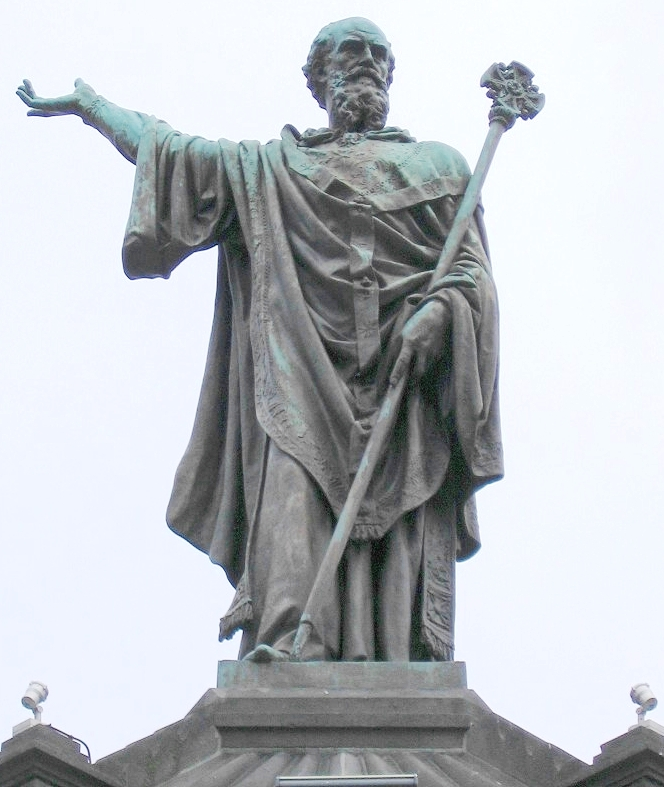
Statue d'Urbain II place de la Victoire.

Une foule considérable de « pauvres gens » se met en route pour Jérusalem, presque immédiatement. Ils seront massacrés par les Turcs. Les seigneurs partent à leur tour, de tout le royaume, dont le comte d'Auvergne Guillaume VI, et de nombreux seigneurs auvergnats. Ils prendront Jérusalem en 1099.

## L'Auvergne morcelée et réunifiée

### Le conflit entre le comte Guillaume VI et l'évêque Aimeric

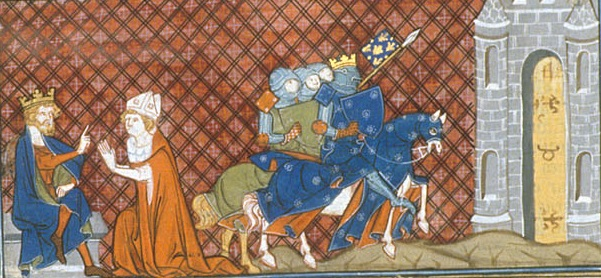
Siège de Clermont de 1122 par les troupes françaises du roi Louis VI le Gros ; à gauche Aimeric mande l'aide au roi.Chroniques de Saint-Denis, British Library.

En 1122, les tensions entre l'évêque Aimeric et le comte d'Auvergne Guillaume VI amène à une guerre qui se résoudra par l'appel à des puissances extérieures à l'Auvergne.
Le comte d'Auvergne fit fortifier Montferrand dans le but de disposer d'une place forte contre Aimeric et la cité épiscopale de Clermont. Les violences répétées que le comte Guillaume exerça en 1122 contre le clergé clermontois décidèrent celui-ci à en appeler au roi de France Louis VI le Gros, qui rassembla une armée « pour venger sur les auvergnats l'injure faite à l'église », selon Suger. L'armée du roi de France et de ses vassaux après avoir ravagée la plaine de la Limagne prend le port fluvial de Pont-du-Château sur l'Allier et oblige l'armée du comte à abandonner la cité épiscopale et sauve ainsi Aimeric. Le roi doit revenir en 1126 avec une troupe plus importante et incendier Montferrand malgré l'intervention de Guillaume IX d'Aquitaine qui venait porter son secours au comte d'Auvergne. Les choses s'arrangèrent dans le respect du droit féodal, le duc d'Aquitaine, faisant allégeance au roi, son suzerain, pour les terres de son vassal le comte. Cette manifestation de l'autorité royale aussi loin dans le sud du royaume a un grand retentissement.

### La partition du comté d'Auvergne
La dynastie des comtes d'Auvergne connaît une crise majeure lorsque Robert III, qui a pris part à la deuxième croisade, accompagné de son fils et légitime héritier Guillaume, meurt en Terre Sainte en 1147. À son retour en Auvergne, quelques années plus tard, Guillaume, surnommé « le Jeune », se trouve dépossédé par son oncle Guillaume « l'Ancien », frère de Robert III, à qui ce dernier avait confié ses biens et prérogatives pendant son absence.
Les tenants et aboutissants de ce différend sont mal connus, et les auteurs contemporains des faits, qui manquent d'impartialité, ne peuvent nous éclairer davantage sur ce qui ressemble à une spoliation pure et simple. Il s'agit en tout cas d'un épisode de l'affrontement entre capétiens et Plantagenets. Le roi d'Angleterre Henri II épouse en effet Aliénor, héritière du duché d'Aquitaine, en 1152. Il devient donc duc d'Aquitaine et, par conséquent, suzerain direct des comtes d'Auvergne. Le différend dure de nombreuses années, et Guillaume le Jeune, se considérant lésé, adresse sa plainte à son suzerain Henri II d'Angleterre. Guillaume l'Ancien choisit quant à lui de se réfugier auprès du roi de France Louis VII.
Le conflit aboutit, dans des circonstances mal connues, à un partage des terres du comté :
- la plus grande partie revient à Guillaume l'Ancien (ou Guillaume VIII) et à sa descendance, qui porte le titre comtal. Ces terres conservent le nom de comté d'Auvergne ;
- Guillaume le Jeune (ou Guillaume VII) conserve d'abord Montferrand, la capitale comtale, ainsi que quelques terres autour de Pontgibaud et en Limagne. Guillaume VII et ses descendants, qui se donnent d'abord le titre de comtes de Clermont, prendront à partir des années 1290 le titre de « dauphins d'Auvergne ». Leurs terres prennent pour nom dauphiné d'Auvergne.

### La conquête royale
Après une campagne victorieuse contre Henri II d'Angleterre, en 1188, Philippe-Auguste, qui a succédé à Louis VII, s'approprie directement le comté d'Auvergne. Les guerres se poursuivant entre les rois de France et d'Angleterre, Richard Cœur de Lion ayant succédé à Henri II, les seigneurs auvergnats se voient contraints de prendre position. Le comte d'Auvergne Guy II, petit-fils de Guillaume VIII l'Ancien, se range derrière Richard Cœur de Lion, tandis que l'évêque de Clermont, Robert, frère de Gui II, prend parti pour Philippe-Auguste.
La réaction de ce dernier ne se fait pas attendre. Il envoie une armée en Auvergne en 1212, qui dépouille Guy II de presque tout son comté, à la suite du siège du château de Tournoël, ne lui laissant que la région autour de Vic-le-Comte. Les territoires confisqués, qui représentent la plus grande partie de l'Auvergne, sont annexés au domaine royal et nommés « Terre d'Auvergne ».
Ainsi, à partir du début du XIIIe siècle, l'ancien comté d'Auvergne se trouve morcelée en quatre entités politiques aux statuts inégaux :

Blason au gonfanon, adopté par Guillaume XI d'Auvergne.

- Le comté d'Auvergne : petite région centrée sur Vic-le-Comte, qui représente désormais à elle seule, et jusqu'au XVIIe siècle, le comté d'Auvergne. Guy II et ses successeurs conserveront des liens avec les rois d'Angleterre, dont ils recevront quelques subsides. Ils ne consentiront jamais à aucun traité avec les rois de France susceptible d'admettre leur dépossession.

Blason des dauphins d'Auvergne.

- Le Dauphiné d'Auvergne : région située à l'ouest d'une ligne Clermont-Issoire, qui comprend cependant à l'origine la capitale comtale Montferrand (la ville sera perdue en 1224). Robert-Dauphin, qui succède à Guillaume VII le Jeune, s'installe à Vodable, où il entretient une riche cour. Mécène, amateur des arts et des lettres, il est lui-même poète (ou troubadour). Ses œuvres personnelles et celles de ses protégés contribuent largement à la renommée de la poésie médiévale auvergnate en langue d'oc.

Blason des évêques de Clermont

- La seigneurie épiscopale de Clermont : propriété de l'évêque de Clermont, comprenant surtout la ville de Clermont elle-même, ainsi qu'un grand nombre de petits fiefs laïcs ou ecclésiastiques disséminés relevant de l'évêque. Elle s'agrandit, après la confiscation des terres du comte, de possessions situées à l'est de Clermont, dont les villes de Billom et Lezoux, offertes par Philippe-Auguste.

Blason des rois de France

- La Terre d'Auvergne, qui devient en 1360 le duché d'Auvergne: terres confisquées par le roi, qui comprennent la majeure partie de la Haute-Auvergne et une large part de la Basse-Auvergne. Elle est administrée par un bailli royal. Territoire très vaste, elle est découpée administrativement avec la création, en Haute-Auvergne, vers 1260, du bailliage ducal des Montagnes, qui précède le découpage du diocèse, en 1317, avec la création du diocèse de Saint-Flour. Le roi Louis VIII la donne en apanage à son fils Alphonse de Poitiers, qui gouverne ses domaines de loin. Ce dernier n'ayant pas d'enfant, la Terre d'Auvergne revient à la couronne en 1271. Elle est remise en apanage à Jean de Berry[59], et érigée en duché, en 1360, avant d'être transmise par mariage aux ducs de Bourbon. Le duché d'Auvergne a pour capitale la ville de Riom.

Blason de l'abbaye d'Aurillac, suzeraine du Carladès au XIIIe siècle

À ces quatre divisions politiques, issues des vicissitudes de la dynastie comtale, il convient d'ajouter une cinquième région qui faisait partie de l'Auvergne, mais qui était toujours restée indépendante de l'ancien comté :
- Le Carladès, vicomté dont le territoire comprend la plus grande partie de celui de l'abbaye Saint-Géraud d'Aurillac dont il mouvait[pas clair]. En effet, cette dernière avait été l'héritière au Xe siècle de son fondateur, Géraud d'Aurillac, comte et titulaire d'un alleu carolingien qui était indépendant du comté d'Auvergne et dont le ressort de justice occupait à l'origine toute la moitié Sud-Ouest du Cantal[60]. La vicomté de Carlat avait pour capitale Carlat, et la ville de Vic-en-Carladès. Il est réuni une première fois au reste de l'Auvergne lorsqu'il est acheté en 1392 par Jean Ier, duc de Berry, duc d'Auvergne, une seconde fois à la Couronne en 1477 lors de sa confiscation à Jacques d'Armagnac.

Les États provinciaux d'Auvergne se tiennent pour la première fois en 1304 à l'initiative de Philippe le Bel comme prolongement des États généraux de 1302-1303, le roi espérant obtenir davantage de concessions des provinces isolées que de l'assemblée générale du royaume. Ils représentent les trois ordres de la société : clergé, noblesse et tiers état. Selon leur objet, ils se réunissent à Clermont pour l'ensemble de la province, ou séparément à Clermont pour la Basse-Auvergne et Saint-Flour pour la Haute. Ils se tiennent fréquemment au XIVe siècle, puis de façon plus irrégulière, et disparaissent à la fin du XVe siècle malgré une tentative pour les ressusciter en 1651. Le tiers état était représenté par 13 villes closes de Basse-Auvergne et six de Haute-Auvergne. Par la suite, le « plat pays » est admis à élire, par roulement, 6 autres villes de Basse-Auvergne qui représentent ses intérêts.

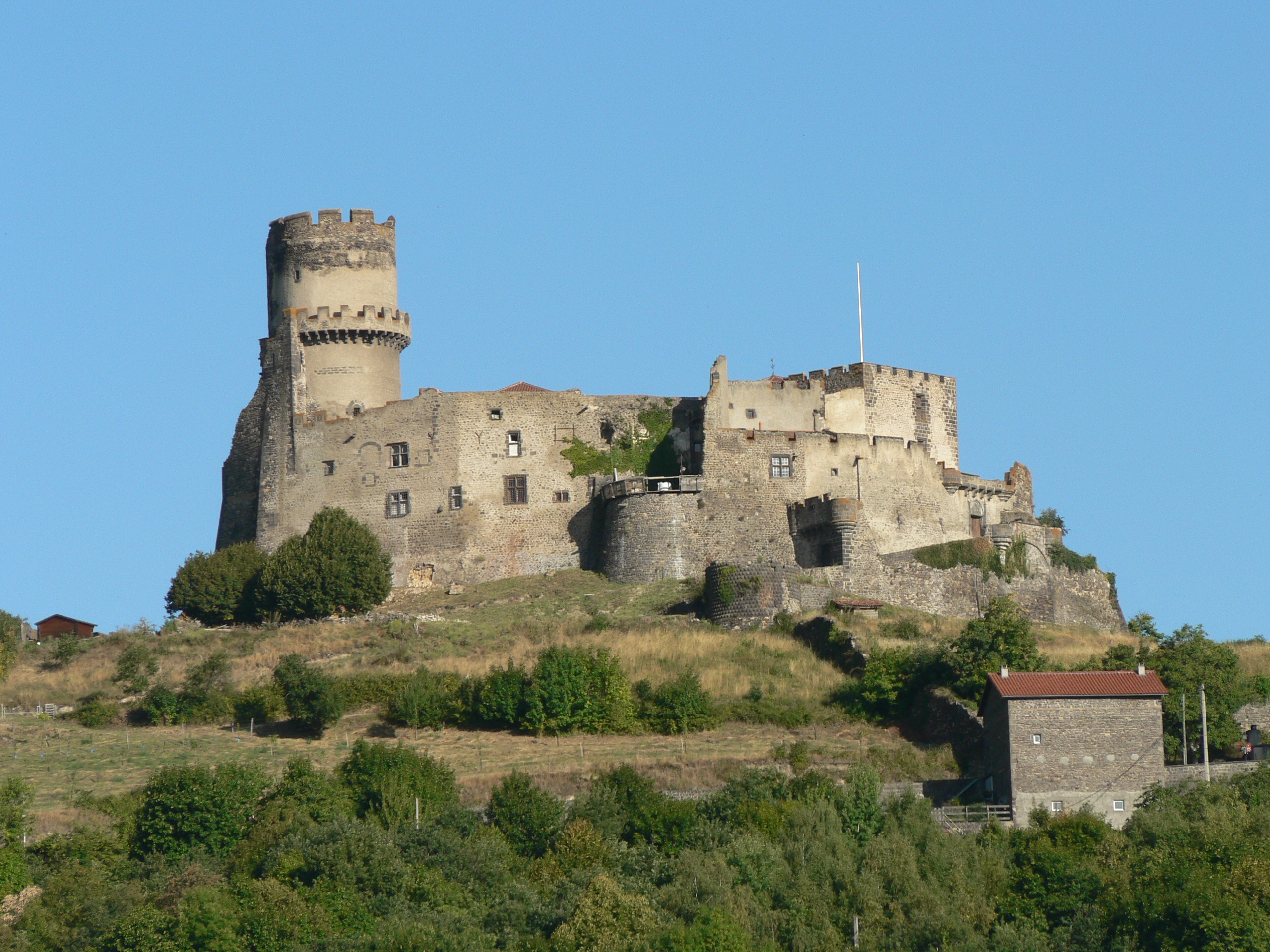
Le château de Tournoël assiégé en 1212 par les troupes royales.

## LeXIVesiècle: le siècle des malheurs
Le XIVe siècle, époque sinistre et mouvementée, marque une rupture dans l'histoire de l'Auvergne, et la réunion de la Haute et de la Basse Auvergne[réf. nécessaire]. Le comte Jean II d'Auvergne se voit confisquer sa terre par le roi Jean II qui la donne à son fils Jean (1340-1416) duc de Berry, marié en 1360 à Jeanne d'Armagnac (?-1387). Il rachète en 1392 le Carladès qui se trouve pour la première fois réuni dans les mêmes mains que le comté d'Auvergne.
L'Auvergne est surtout durement touchée par le long conflit franco-anglais et ses conséquences. Le pays passe d'une ère de vitalité et de prospérité à une époque de désolation.

### Anglois, routiers, compagnies et tuchins

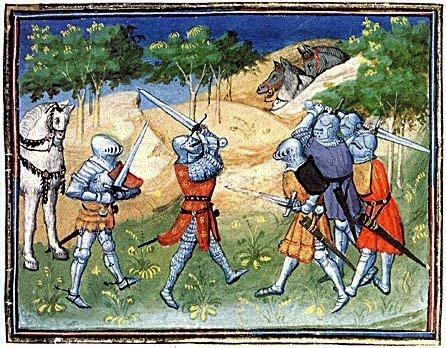
La révolte des Tuchins, Grandes Chroniques de France, XIV-XVe siècles, BnF.

La guerre de Cent Ans n'a, en Auvergne, que rarement impliqué de véritables Anglais. Ceux qui sont parfois désignés par ce terme sont le plus souvent des routiers, hommes d'armes français recrutés sur les terres soumises à l'Angleterre, souvent dans le sud-ouest de la France, groupés en grandes compagnies, qui pillent et rançonnent les villes auvergnates. Montferrand est ainsi prise en 1388 par la compagnie du routier « Perrot le Béarnais ». Les villes se fortifient, et vivent dans la terreur des compagnies qui sévissent dans le pays, comme les bandes de bretons de Thomas de La Marche, qui ravagent le Brivadois.
La tentative d'occupation de la Basse-Auvergne par le duc de Lancastre, chassé du pays en 1375 par les seigneurs auvergnats et bourbonnais, représente la seule incursion anglaise conséquente en Auvergne. En revanche, après 1375, les routiers s'implantent solidement en Haute-Auvergne, menés par leurs capitaines, qui occupent les châteaux et se conduisent comme les nouveaux seigneurs. Ils ne seront chassés que par une forte expédition royale en 1392.
C'est vers les années 1370 que naît le mouvement, un peu énigmatique, des Tuchins. Même l'étymologie du mot n'est pas sûre : il pourrait signifier « Tue-chiens ». Il s'agit de fortes bandes, cultivant le secret, menant des actions violentes, dirigées contre les Anglais, leurs alliés, et les nantis. Le mouvement, qui sévit principalement en Haute-Auvergne, est populaire, patriotique, à caractère social. Les Tuchins refusent en particulier toute trêve avec l'envahisseur, mettant volontairement en danger tous les traités de paix. Cependant, en s'attaquant de plus en plus aux riches, ils ressemblent de plus en plus à de simples brigands. Le duc de Berry lance contre eux une expédition, et les écrase en 1384, ne laissant que de petites bandes survivantes.

### La peste noire
Terme très employé dans les textes de l'époque, la peste noire semble désigner toutes sortes d'épidémies, dont la peste proprement dite. Répandue partout en France, elle frappe très durement l'Auvergne, en particulier en 1348-1349, en 1360 et en 1383. La mortalité très élevée a un impact considérable sur l'activité de la région, totalement démunie contre ce mal, devant qui toute médecine est impuissante.

## Les seigneurs de Bourbon

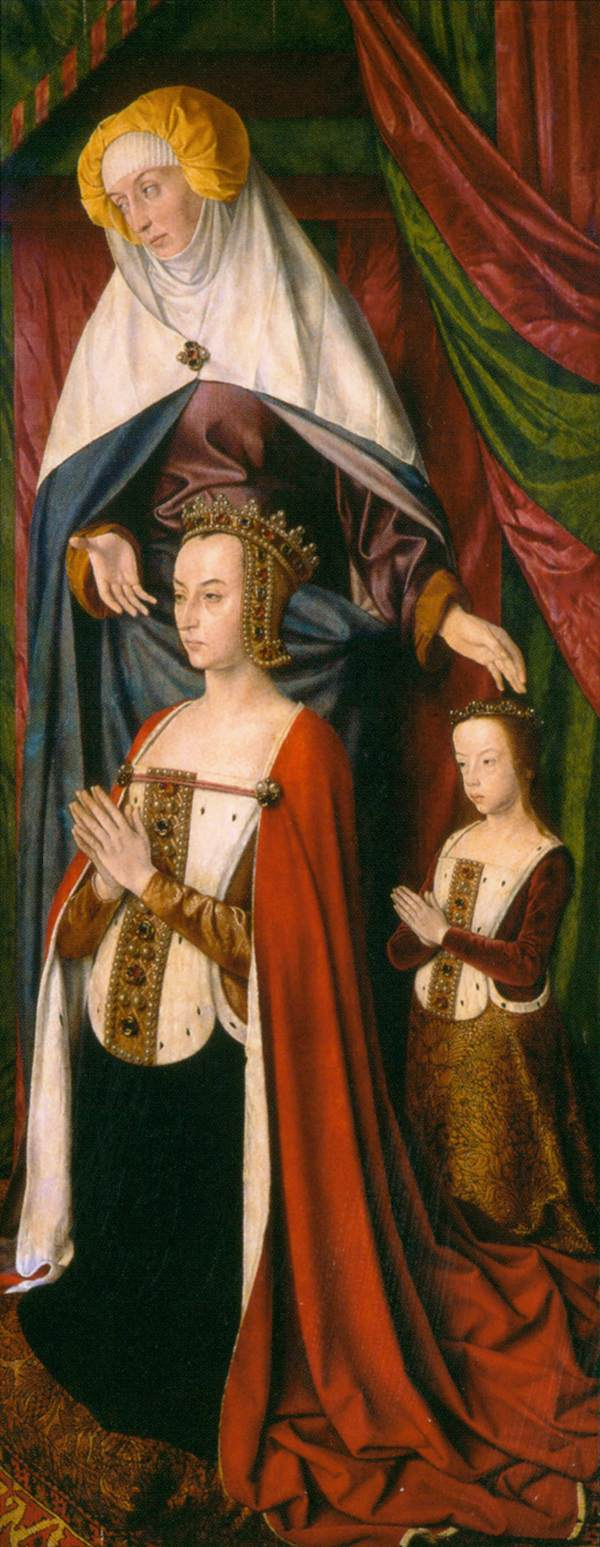
Sainte Anne protégeant les deux dernières comtesses dauphines d'Auvergne : Anne de Beaujeu et Suzanne de Bourbon. Panneau du triptyque du Maître de Moulins, 1502.

La puissante maison de Bourbon, est née au Xe siècle, à Bourbon-l'Archambault. Ses domaines grandissent rapidement au cours des siècles suivants, au détriment des provinces voisines, jusqu'à constituer une grande province, au nord de l'Auvergne, dont le roi Charles le Bel fait un duché en 1327.

Blason des ducs de Bourbon, dauphins d'Auvergne

Blason de La Tour d'Auvergne

En 1371, le duc Louis II de Bourbon, épouse Anne, dauphine d'Auvergne, fille du dauphin d'Auvergne Béraud II, et hérite ainsi du dauphiné d'Auvergne. Son fils, Jean Ier, duc de Bourbon et dauphin d'Auvergne, épouse quant à lui la fille de Jean de Berry, duc d'Auvergne, et hérite du duché d'Auvergne en 1416.
La fin de la guerre de Cent Ans permet la reprise économique et la reconstruction des villes et des campagnes, et même, au cours du XVe siècle, un certain essor commercial et agricole. Les villes commencent à jouer un rôle politique important, en particulier les treize bonnes villes de Basse-Auvergne, mais aussi quelques villes de Haute-Auvergne.

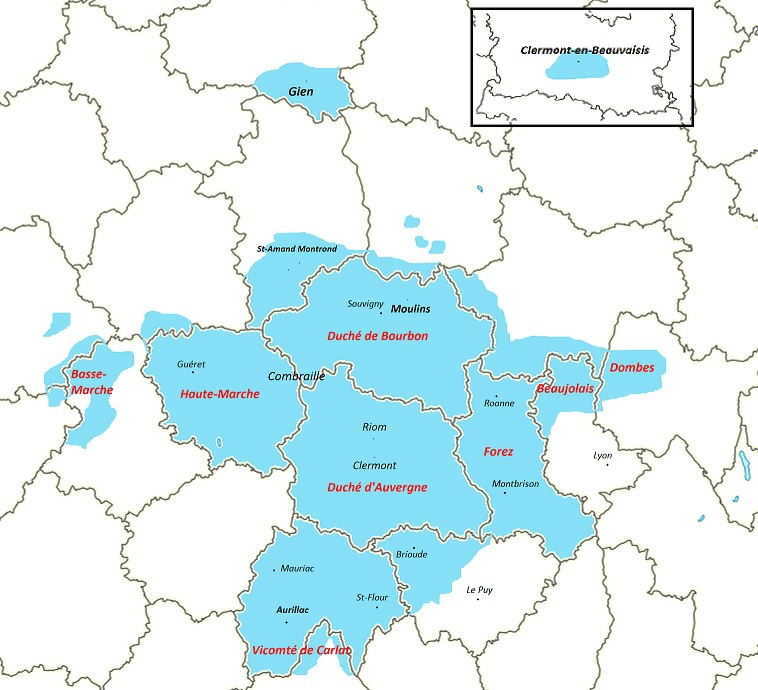
Duchés de Bourbon et Auvergne sous Charles III de Bourbon, juste avant l'annexion du territoire par François Ier.

Les Bourbon sont fidèles aux rois de France pendant la guerre de Cent Ans : Louis II de Bourbon reçoit du régent (futur Charles V), en 1358, la lieutenance de Berry, Auvergne et Beaujolais. Mais ils refusent les réformes de Charles VII. Ils participent à un complot princier en 1437, prennent la tête de la Praguerie en 1440, puis de la ligue du Bien public en 1465. L'influence d'Anne de Beaujeu, épouse de Pierre II de Bourbon, les maintient dans la fidélité au roi pendant la Guerre folle de 1485-1488. Le conflit rebondit après le mariage de Suzanne de Bourbon, héritière de Bourbon et d'Auvergne, avec son cousin Charles III de Bourbon, nommé connétable de France : à la mort de Suzanne en 1521, Charles se dresse contre François Ier, qui lui refuse l'héritage de sa femme, et passe au service de son ennemi Charles Quint. Ses domaines sont confisqués et l'Auvergne retourne au domaine royal en 1527,.
Les domaines des Bourbon n'ont guère d'unité administrative : les États provinciaux de Bourbonnais, Auvergne, Forez et Combraille siègent séparément et la duchesse Marie de Berry, régente des États, doit négocier longuement avec ses sujets pour payer la rançon de son mari Jean Ier de Bourbon prisonnier en Angleterre après Azincourt. Le seul atelier monétaire, à Saint-Pourçain-sur-Sioule, est une enclave du roi de France. Les villes sont presque entièrement autonomes et si les ducs gardent leur droit de justice, les « cas royaux » de lèse-majesté, rapt, fausse monnaie, etc., relèvent du parlement de Paris.
Les Bourbon dominent toute l'Auvergne hormis la seigneurie épiscopale de Clermont qui leur échappe, ainsi que le petit comté d'Auvergne, lequel passe par mariage en 1437 à la famille de la Tour, vieille famille auvergnate qui prend le nom de la Tour d'Auvergne. Jean Stuart, régent exilé d'Écosse, épouse la comtesse héritière Anne d'Auvergne : nommé gouverneur de la province par le roi de France, il fait embellir sa petite capitale Vic-le-Comte. Madeleine de La Tour d'Auvergne, sœur cadette et héritière d'Anne, épouse en 1518 Laurent II de Médicis : elle donne naissance à Catherine de Médicis qui hérite du comté en 1524 et devient donc comtesse d'Auvergne avant de devenir reine de France. Devenue reine, elle profitera d'ailleurs de sa position pour déposséder l'évêque et ajouter la seigneurie de Clermont à ses biens en 1551.

## Les guerres de religion
La doctrine luthérienne fait son apparition en Auvergne vers 1540, à Issoire, ville qui devient rapidement un foyer de la Réforme. Après l'échec de la politique de tolérance, commencent, comme partout en France, les persécutions, l'opposition entre les communautés, et les troubles, en particulier dans la région d'Issoire, mais aussi en Haute-Auvergne. Le massacre de la Saint-Barthélemy n'a pas été conduit en Auvergne, mais sa nouvelle exacerbe les bandes armées catholiques et protestantes, qui massacrent et pillent. Le capitaine Merle, chef de partisans huguenots, est en particulier la terreur de toute l'Auvergne. Il parvient à prendre Issoire en 1575, et seule l'armée royale parvient à le déloger en 1577. Les troubles s'intensifient encore lorsque, aux divisions religieuses, s'ajoutent les divisions politiques, une bonne partie de la noblesse auvergnate ayant rallié la Ligue. Après l'avènement d'Henri IV, la guerre civile se poursuit, et les royalistes obtiennent au prix de longs sièges et tractations la soumission des villes ligueuses (Riom, Ambert et Saint-Flour sont les principales).
La fin des guerres de religion laisse l'Auvergne très appauvrie, ravagée par les combats et les épidémies, et toujours en proie à l'insécurité.

## Les Temps modernes: l'Auvergne sous la monarchie absolue

### Affermissement du pouvoir royal

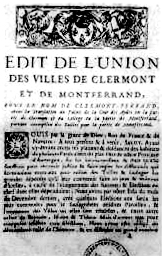
Édit d'union des villes de Clermont et de Montferrand.

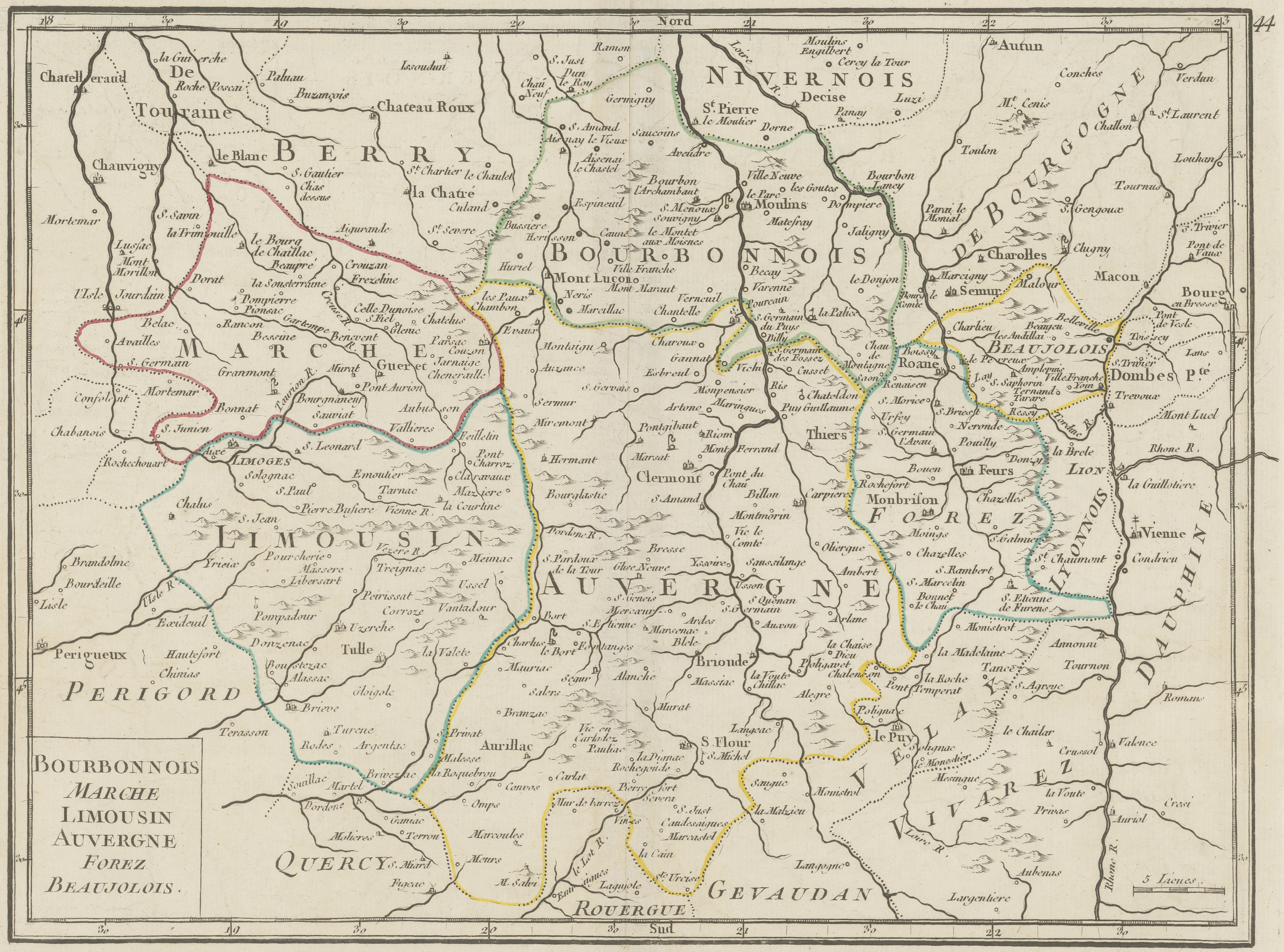
Carte d'Auvergne et provinces adjacentes par Georges-Louis Le Rouge, Atlas portatif, 1756.

La politique centralisatrice menée en France à partir du début du XVIIe siècle, et visant à restaurer partout l'autorité royale, se traduit par la mise au pas d'une noblesse qui se montre parfois oppressive à l'égard des populations, en organisant les Grands jours d'Auvergne et en procédant à la destruction, entre 1633 et 1634, d'un grand nombre de forteresses et de châteaux, y compris royales comme celle de Carlat.
Le 15 septembre 1635, le régiment de Maugiron gagne le drapeau blanc et prend le titre de la province d'Auvergne tout en gardant son mestre de camp. Le régiment d'Auvergne, affecté à l'armée d'Italie, allait devenir célèbre.
Pour la tenue des Grands Jours d'Auvergne de septembre 1665 à janvier 1666, à Clermont-Ferrand, des conseillers sont envoyés à Aurillac, et plus de 1200 affaires sont examinées avec solennité. Accueillis très favorablement par la population qui voit les premières condamnations à mort frapper des hobereaux aux habitudes tyranniques, parmi lesquels beaucoup prennent la fuite. Au total, le tribunal prononce 349 condamnations à mort (dont beaucoup par effigie), 96 au bannissement, et 28 aux galères.
La province est réorganisée fiscalement avec la généralité de Riom, et judiciairement avec la rationalisation des bailliages comme celui des Montagnes dont le siège est transféré de Saint Martin Valmeroux à Salers, et celui du Carladès qui est définitivement fixé à Vic. L'action des intendants d'Auvergne, qui développent le réseau routier, l'agriculture et l'industrie, prend le relais de celles des abbayes que la mise en commende et le pillage par les calvinistes a fait entrer dans un mouvement inexorable de déclin. L'État modifie aussi l'organisation politiques locale en amputant l'Auvergne, au nord, de 80 paroisses, qui sont ajoutées à la généralité de Moulins; dans l'édit de Troyes, pris par Louis XIII le 3 avril 1630, les villes rivales de Clermont et de Montferrand sont réunies pour former Clermont-Ferrand.

### Vie religieuse et sociale
Après la secousse des guerres de Religion, l'Auvergne vit à l'heure de la Contre-Réforme. Alors qu'il ne s'était fondé que 10 couvents entre 1400 et 1600, leur nombre passe de 64 à la fin du XVIe siècle à 130 en 1680. Les institutions féminines, surtout enseignantes, qui représentaient un quart des couvents à la Renaissance, atteignent plus du tiers un siècle plus tard. Le pouvoir royal voit d'un bon œil ces religieux qui prêchent la soumission à la monarchie, fille aînée de l'Église, mais l'initiative vient surtout des évêques, François de La Rochefoucauld puis ses neveux Joachim et Louis d'Estaing entre 1585 et 1664, puis Gilbert de Vény d'Arbouze de 1664 à 1682, et de la noblesse d'épée, les Alègre, La Rochefoucauld, Motier de La Fayette, Chazeron, La Guesle, d'Effiat, souvent à travers leurs veuves. En revanche, la bourgeoisie marchande y participe peu, hormis le Carmel de Riom fondé par une famille de riches marchands de Thiers.
Figure éminente de l'Auvergne du XVIIe siècle, Blaise Pascal, mathématicien, physicien et philosophe, naît à Clermont en 1623. Il réalise (par l'intermédiaire de son beau-frère, Florin Périer) en 1648, au sommet du Puy de Dôme, la célèbre expérience mettant en évidence la pression atmosphérique.

Essentiellement agricole, la province produit du blé (plaine de la Limagne), du vin principalement sur les coteaux bordant la Limagne, du bétail et du fromage en montagne. De petites industries coexistent aussi, tannerie et coutellerie à Thiers, papeterie à Ambert, dentelles à Saint-Flour, Le Puy-en-Velay et le Livradois, et textiles un peu partout. Cependant l'Auvergne a beaucoup de mal à se relever d'un siècle de dévastation par les guerres de religion, et reste gênée par le manque de bonnes voies de communication, aussi bien à l'intérieur que vers l'extérieur. Le tableau fait par l'évêque de Clermont est à cet égard édifiant : 

« Le peuple de nos campagnes vit dans une misère affreuse, sans lits, sans meubles ; la plupart même, la moitié de l'année, manquent de pain d'orge ou d'avoine qui fait leur unique nourriture et qu'ils sont obligés d'arracher de leur bouche et de celle de leurs enfants pour payer leurs impositions. »

— Jean-Baptiste Massillon, évêque de Clermont (lettre au cardinal de Fleury, 1740)
.
L'Auvergne voit cependant l'aisance matérielle se développer pendant tout le XVIIIe siècle, en particulier grâce à une bonne répartition de la propriété foncière et aux migrations de travail, notamment vers l'Espagne. Les récits de voyageurs, aussi bien que les nombreuses constructions et reconstructions de granges, de maisons, d'églises, de châteaux, témoignent d'un retour de l'aisance, aussi bien dans les villages de campagne que dans les villes[réf. nécessaire].

## La Révolution française
À la veille de la Révolution, l'Auvergne est une province avant tout conservatrice. Très imprégnée par une foi catholique vive et populaire, selon un mode de vie traditionnel, la province semble en revanche en stagnation culturelle, agricole et industrielle. Les cahiers de doléances, rédigés en 1789, montrent tous un profond respect pour le roi et la religion, mais soulignent la pauvreté et les impôts excessifs.
La prise de la Bastille, le 14 juillet 1789, provoque en Auvergne la « Grande Peur », onde de choc de l'événement parisien. Psychose collective qui met en alarme toutes les bourgades de Haute et de Basse-Auvergne devant la menace de grandes bandes de brigands annoncées par la rumeur, elle provoque, dans la panique et au son du tocsin, la mobilisation des paysans, qui mettent les villes en état de défense. Fin août 1789, l'Auvergne entière est en armes, constituant progressivement les « gardes nationales ».
En 1790, l'Assemblée nationale met fin à l'existence administrative de l'Auvergne, et la découpe en départements : la Haute-Auvergne constituant le Cantal, la majeure partie de la Basse-Auvergne formant le Puy-de-Dôme, et plusieurs parties de la province se retrouvant intégrées à la Haute-Loire (réunion du Velay, du Brivadois ainsi que d'infimes parties du Gévaudan et du Forez) et à l'Allier (globalement constitué de l'ancien duché du Bourbonnais).
Les difficultés économiques, qui font rapidement perdre les illusions d'une révolution parisienne mal comprise, provoquent des résistances ; mais ce sont surtout la Constitution civile du clergé et les campagnes de déchristianisation qui sont à l'origine de nombreux troubles. Les enrôlements militaires forcés exaspèrent la population, le régime révolutionnaire peine à s'imposer dans les campagnes, et le désordre perdure. En mars 1793, la levée en masse de 300 000 hommes déclenche une révolte armée à Vollore-Ville et Cunlhat, des troubles graves à La Tour Saint-Pardoux, des incidents ponctuels à Ambert, Thiers, Aigueperse, Billom, etc. Plusieurs municipalités, pour divers motifs, remettent à plus tard le tirage au sort des conscrits. À l'inverse, Clermont-Ferrand, qui avait déjà fourni 520 volontaires en 1791-1792, obtient la permission de lever un nouveau bataillon de 800 volontaires au lieu des 487 conscrits requis.
De 1791 à 1793 les départements formant la région Auvergne fournirent 13 bataillons de volontaires nationaux répartis comme suit :
- les 7 districts (Cérilly, Moulins, Le Donjon, Cusset, Gannat, Montmarault et Montluçon) du département de l'Allier fournirent 3 bataillons de volontaires nationaux.
- les 4 districts (Mauriac, Murat, Saint-Flour et Aurillac) du département du Cantal fournirent 3 bataillons de volontaires nationaux.
- les 3 districts (Le Puy, Brioude et Monistrol-sur-Loire[81]) du département de la Haute-Loire fournirent 3 bataillons de volontaires nationaux.
- les 8 districts (Clermont-Ferrand, Riom, Ambert, Thiers, Issoire, Besse, Billom et Montaigut) du département du Puy-de-Dôme fournirent 4 bataillons de volontaires nationaux.

Entre août et novembre 1793, les représentants en mission Couthon, Châteauneuf-Randon et Maignet procèdent à une nouvelle levée en masse dans le Puy-de-Dôme pour écraser le soulèvement fédéraliste à Lyon. Leur séjour en Auvergne s'accompagne de mesures de destruction des châteaux, emprunt forcé et déchristianisation,.

## 1800 - 1914: le siècle somnolent

### Vie politique

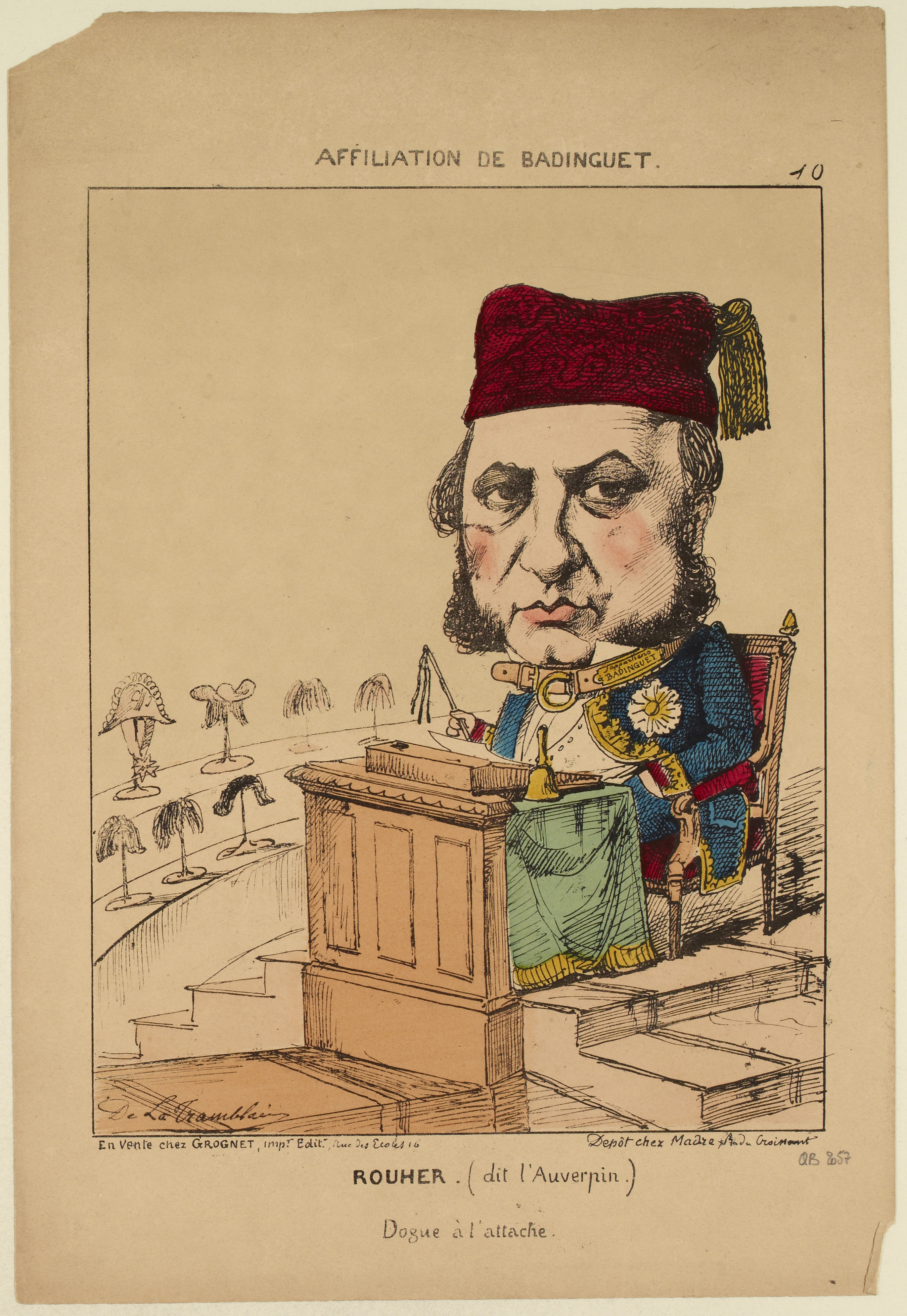
« Affiliation de Badinguet : Rouher (dit l'Auverpin), dogue à l'attache », caricature de Louis Valentin Émile de La Tremblais (1821- 1892)

L'Auvergne est désormais profondément liée à l'unité nationale, et son histoire est surtout le reflet des grands événements français, des révolutions et changements de régime, que les départements du Puy-de-Dôme et du Cantal subissent sans les influencer, mais en donnant à la France de nombreux hommes de gouvernement.
Le Consulat et l'Empire sont bien acceptés après les troubles révolutionnaires. Pendant la campagne de France du printemps 1814, les Autrichiens du général Ignaz zu Hardegg (de), après la capitulation de Lyon, marchent sur Clermont-Ferrand ; ils y entrent sans combat le 14 avril, après l'abdication de Napoléon, et repartent 14 jours plus tard sans avoir causé de désordres.
La Restauration et la monarchie de Juillet sont des périodes calmes, et seule la violente émeute paysanne de 1841, à Clermont-Ferrand, protestation contre le recensement et les impôts, trouble un ordre bien établi.
Le régime du second Empire est lui aussi bien accepté, comme en témoigne la visite triomphale de Napoléon III en Auvergne en 1862, et des auvergnats jouent un rôle national de premier plan : Rouher, Morny, Parieu. Le ralliement à la IIIe République, après le désastre de Sedan, s'effectue sans heurts. Les inventaires, conséquence de la séparation de l'Église et de l'État, provoquent pourtant des résistances sérieuses et des émeutes pour empêcher les agents du fisc d'entrer dans les églises.

### Vie économique et sociale

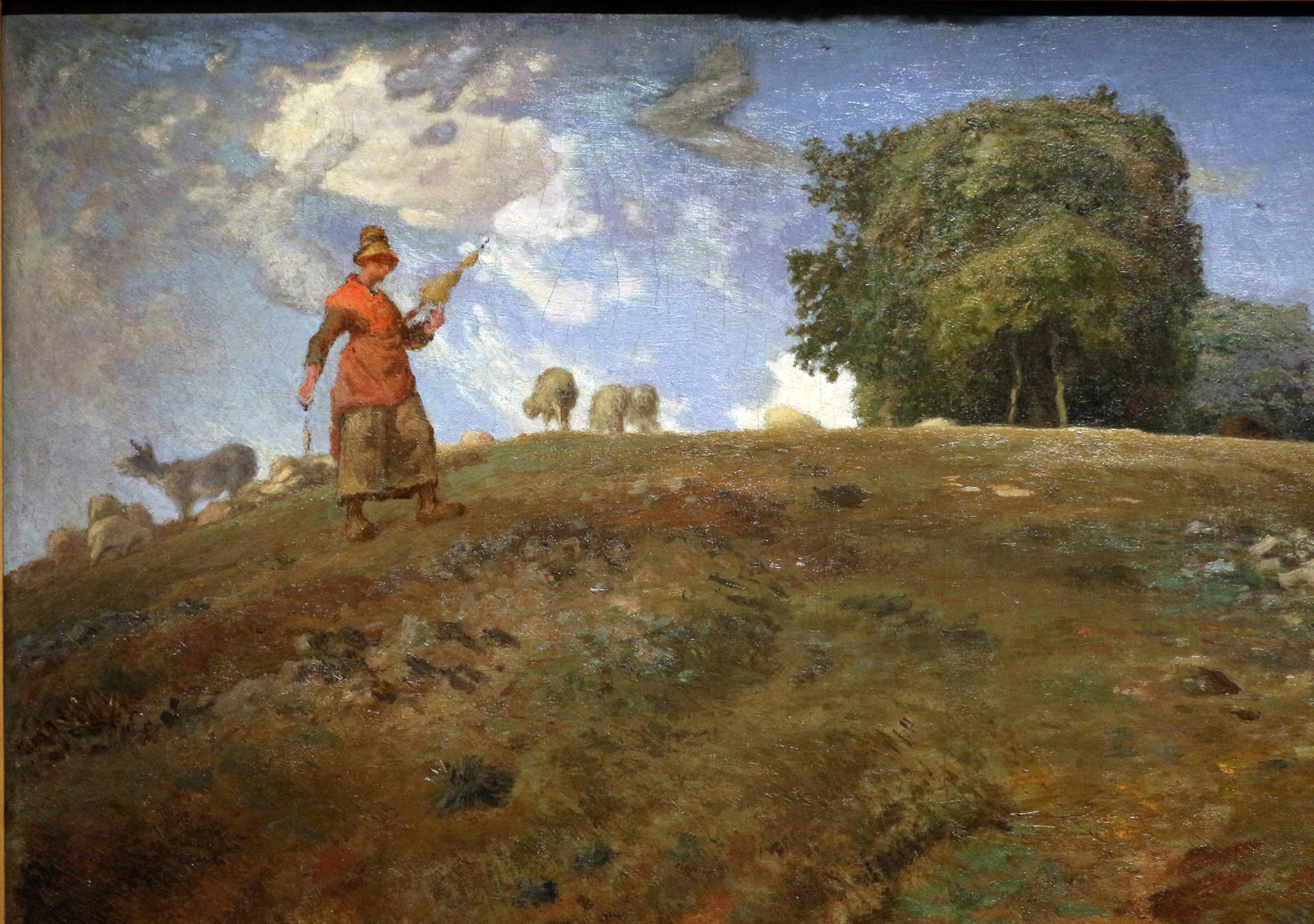
En Auvergne, 1866
Jean-François Millet
Art Institute of Chicago

Ce conformisme politique s'accompagne d'une stagnation économique, principalement expliquée par l'isolement et le retard scolaire. L'enquête de Charles Dupin, en 1826, montre le Massif central comme une des régions de plus faible scolarisation masculine. Les écoles privées, tenues surtout par les Frères des écoles chrétiennes qui ont un séminaire à Clermont, se développent au cours du siècle et font bon ménage avec l'école publique jusqu'à l'expulsion des congrégations en 1904. Au début du XXe siècle, pratiquement toutes les communes ont une école primaire de garçons et neuf sur dix une école de filles.
La région demeure presque exclusivement agricole et relativement pauvre, l'émigration définitive, surtout vers Paris, devient à la fin du siècle l'origine d'une baisse démographique sensible. Les migrants auvergnats, appelés bougnats, s'emploient comme colporteurs, charbonniers, porteurs d'eau, ferrailleurs ; beaucoup finissent par ouvrir des cafés et autres commerces, assurant une rentrée d'argent à leur région délaissée par la révolution industrielle tout en jouant un rôle appréciable dans l'économie de Paris et autres grandes villes. Par contraste, l'Auvergne n'est que très marginalement une région d'immigration même si son éloignement des frontières et des grands centres urbains lui vaut de servir de terre de relégation ou d'asile pour les prisonniers de guerre et les réfugiés : Polonais, Italiens et Espagnols carlistes au XIXe siècle, républicains espagnols, Indochinois, harkis de Bourg-Lastic au XXe siècle.
Bien loin de la primauté artistique qu'elle exerçait à l'époque romane, l'Auvergne connaît cependant une vie littéraire notable, inspirée par les traditions auvergnates, avec des écrivains en langue d'oc, félibres comme Arsène Vermenouze, ou en langue française, comme Henri Pourrat.

### Divisions administratives et scolaires

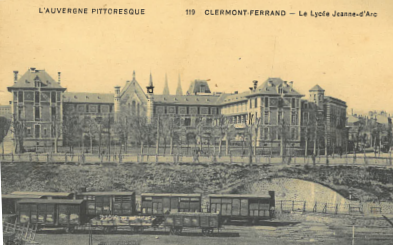
Le lycée Jeanne d'Arc de Clermont-Ferrand et le chemin de fer, carte postale de 1910.

Au cours des XIXe et XXe siècle, les départements de l'ancienne Auvergne connaissent plusieurs réorganisations administratives. Le décret impérial du 17 mai 1808 partage l'éducation entre trois académies : l'Allier et le Puy-de-Dôme sont rattachés à celle de Bourges, le Cantal à celle de Toulouse, la Haute-Loire à celle de Montpellier. Dès 1809, la création de l'académie de Clermont-Ferrand regroupe ces quatre départements en un seul ressort, identique à celui de la cour d'appel de Riom. De 1848 à 1850, ils sont de nouveau partagés : l'Allier à l'académie de Dijon, le Puy-de-Dôme et la Haute-Loire à l'académie de Lyon, le Cantal à celle de Cahors. La loi Falloux de 1850 crée des petites académies départementales. De 1854 à 1965, l'académie de Clermont-Ferrand regroupe de nouveau les quatre départements en y ajoutant la Creuse et la Corrèze.
Clermont, en 1872, devient le siège de la 13e région militaire qui couvre l'Allier, le Puy-de-Dôme, le Cantal, la Haute-Loire, ainsi que la Loire et l'ouest du Rhône. Elle sert au recrutement du 13e corps d'armée.

## La Première Guerre mondiale et l'entre-deux-guerres

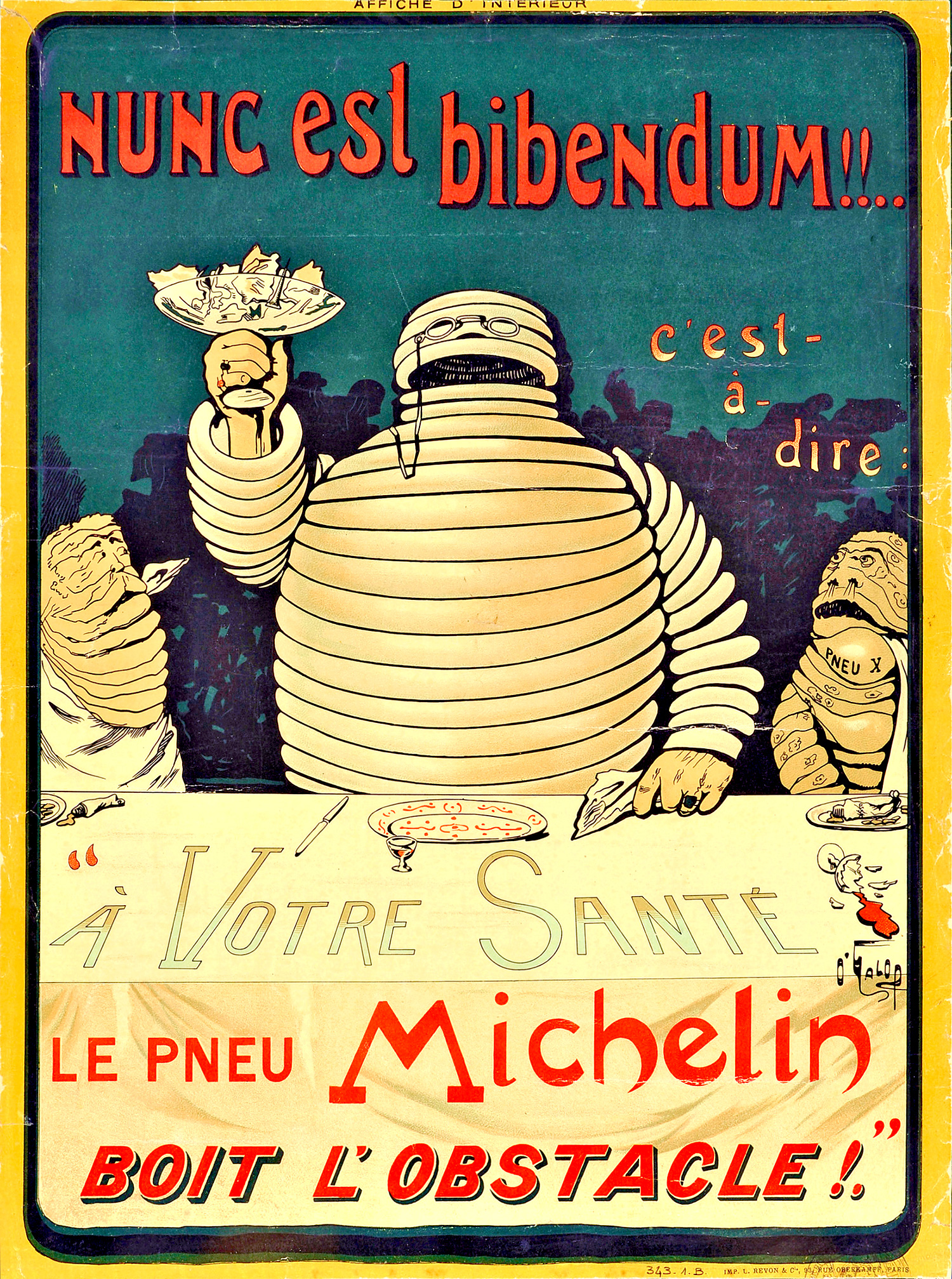
Michelin : publicité de 1898

Loin du front, l'Auvergne subit cependant une régression agricole notable pendant la Grande Guerre, faute de main-d'œuvre. Mais la conséquence la plus dramatique du conflit est l'hécatombe des paysans auvergnats, qui se font massacrer par milliers pendant les années de guerre. Cette saignée s'accompagne d'un déficit de naissances considérable, qui prolonge le recul démographique. La dépopulation des campagnes se poursuit, amplifiée par l'exode rural, dirigé vers Clermont-Ferrand, qui grandit considérablement depuis 1900.
Cet essor de la ville de Clermont-Ferrand est dû à un important développement industriel : matériel ferroviaire, impression des billets de la Banque de France, mais surtout caoutchouc. Cette dernière industrie, assez improbable en Auvergne, qui a débuté dans les années 1830 portée par plusieurs entreprises clermontoises, permet l'invention du pneumatique démontable par Édouard Michelin, en 1889. L'entreprise Michelin connaît alors un essor spectaculaire, passant de 5 000 employés en 1914 à 110 000 en 1926, et la capitale auvergnate s'entoure d'immenses cités ouvrières, répondant aux besoins sociaux des employés, socle de la tradition paternaliste de l'entreprise. Michelin connaît cependant un ralentissement important pendant la crise des années 1930, comme toutes les industries auvergnates, et Clermont-Ferrand est le théâtre d'une grande agitation sociale qui accompagne le marasme économique. Seule la menace de la guerre provoque la reprise économique, grâce aux commandes militaires.

## La Seconde Guerre mondiale et l'Occupation

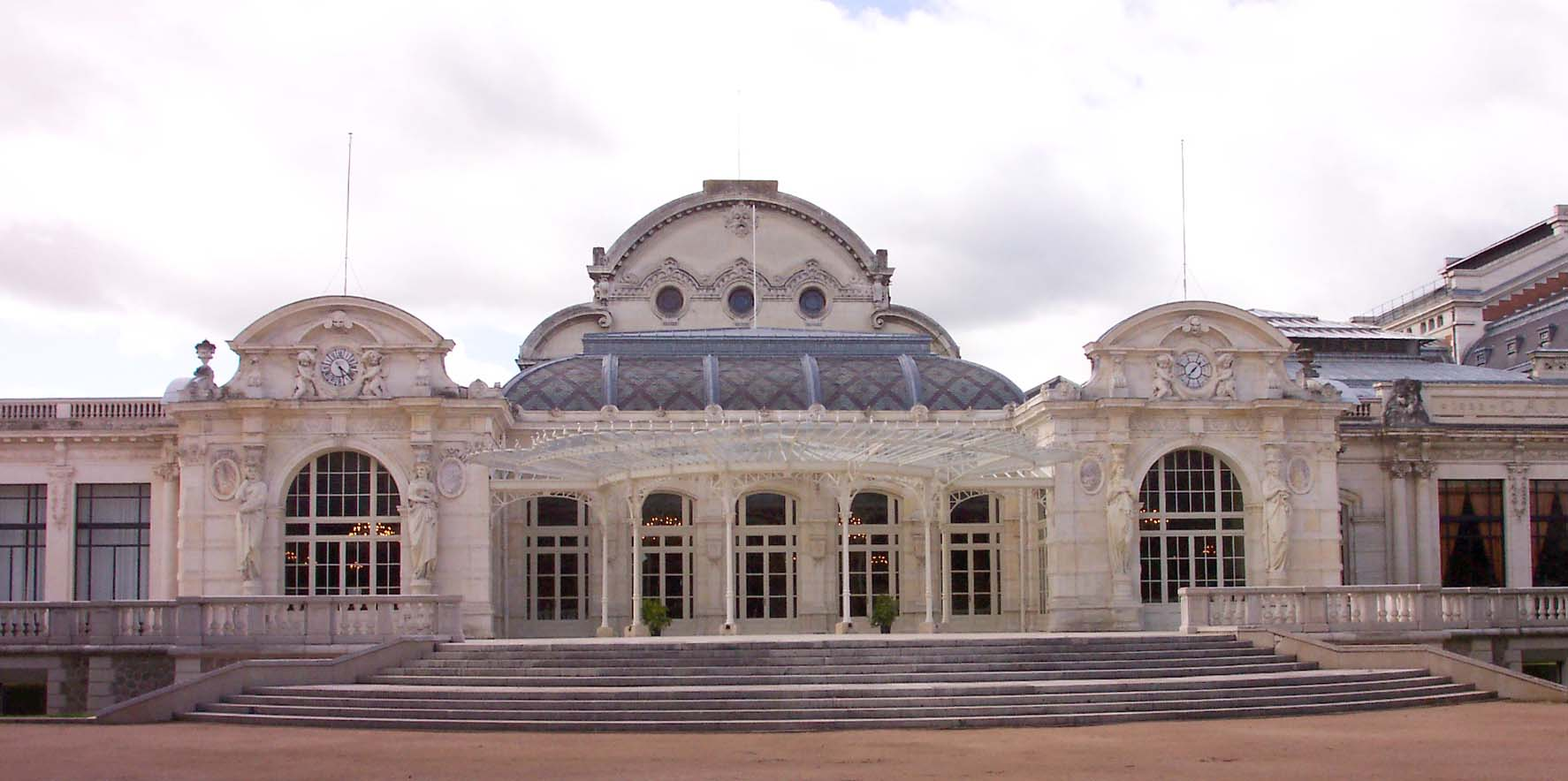
Palais des Congrès et l'Opéra de Vichy où le Parlement vote les pleins pouvoirs constituants au maréchal Pétain, le 10 juillet 1940

Pendant la drôle de guerre de 1939-1940, l'Auvergne, éloignée de la frontière franco-allemande, reçoit une première vague de personnes déplacées : l'université de Strasbourg est évacuée à Clermont-Ferrand où elle restera pendant toute la durée de la guerre. Cependant, la bataille de France, en mai-juin 1940, se transforme en débâcle et l'Auvergne voit affluer des milliers de réfugiés, précédant l'armée allemande : le régiment SS Leibstandarte Adolf Hitler entre à Clermont-Ferrand le 21 juin tandis que le dernier parlement de la IIIe République, replié à Bordeaux, confie la présidence du conseil au maréchal Pétain appuyé par l'Auvergnat Pierre Laval. L'armistice signé, le gouvernement de l'État français s'installe à Vichy et engage sa politique de Révolution nationale qui séduit un grand nombre d'Auvergnats, en particulier grâce à la Corporation paysanne, très active dans le Cantal. Avec l'annexion de l'Alsace et de la Lorraine, et les persécutions allemandes en zone libre, des réseaux d'accueils sont organisés pour passer la ligne et offrir un séjour à des Juifs réfugiés. Riom, siège d'une cour d'appel, est choisie par le régime pour faire le procès des anciens dirigeants du Front populaire.
La situation change brutalement en 1942, quand est instauré le Service du travail obligatoire, puis quand les Allemands envahissent la zone libre. Alors, des maquis se constituent dans les zones montagneuses difficiles d'accès. En relation avec Londres, ils exécutent des sabotages et des coups de main contre les installations allemandes, entraînant une répression féroce de la part des troupes allemandes et de la Gestapo. De violents combats se déroulent en 1944, au mont Mouchet et près de Chaudes-Aigues. À la fin de la Seconde Guerre mondiale, les FFI de la région comptent environ 15 000 membres.
Gabriel Piguet, évêque de Clermont depuis 1934, se rallie en 1940 au gouvernement du maréchal Pétain, qu'il soutient activement. Ancien combattant, très conservateur, il s'investit en particulier dans la Légion française des combattants. Cependant, réprouvant fortement l'antisémitisme, il organise personnellement le sauvetage de nombreux enfants juifs, cachés dans les congrégations de son diocèse. Arrêté par la Gestapo en 1944, déporté à Dachau, il survit à la captivité. Il retrouve son siège épiscopal à Clermont jusqu'à sa mort en 1952. Il recevra le titre de Juste parmi les nations. Un autre Auvergnat fidèle au régime de Vichy, Jules Saliège, se fait remarquer à Toulouse par l'intransigeance de ses positions contre la persécution des Juifs.
Le 12 juin 1944, à Murat, la Résistance Cantaloue abat l’hauptsturmführer Hugo Geissler, l'un des 21 chefs régionaux de la Gestapo (SS et SD) en France. Il s'ensuit du 16 au 21 juin plusieurs opérations de répression dans le Cantal. Le 24 juin, les Tatars de la Volga de la Brigade Jesser encerclent Murat, dans le Cantal, et déportent 117 habitants.
Le 7 juillet lors d’une embuscade dans les gorges du Chavanon près de Bourg-Lastic un convoi du 95e régiment de sécurité perd une vingtaine d’hommes. Immédiatement une opération de répression a lieu du 7 au 15 juillet 1944. La colonne Jesser arrive dans le Cantal, occupe Murat et Bort-les-Orgues et opère un ratissage allant de Bourg-Lastic à Combressol, avant de se diriger vers Aubusson et Bourganeuf à partir du 16 juillet.
Le 15 juillet 1944 les colonnes de répression fusillent 23 habitants de Bourg-Lastic en représailles à l'embuscade du 7 juillet au Chavanon. Le même jour à Verrières les colonnes de répression assassinent 3 résistants (balles dans le dos)
La colonne de répression opèrent en Creuse du 16 au 27 juillet 1944, principalement dans les secteurs d'Aubusson et Bourganeuf.
Le 1er août, devant les accrochages et opérations de guérillas qui se multiplient dans le département de la Corrèze, les troupes allemandess, pensant trouver une « division de terroristes », décident de se replier. La totalité des troupes de Jesser, Légion azerbaïdjanaise, les quelques éléments tatars restant, SS et SIPO-SD quittent Ussel en direction de Clermont-Ferrand. 12 véhicules quittent Ussel suivis 2 heures plus tard par le reste du groupement Jesser (64 véhicules dont 4 canons et 3 pièces anti-chars). Ces 12 véhicules sont assaillis au pont du Chavanon qui perdent en 5 à 6 minutes 3 véhicules et 15 hommes environs. Les FFI n'ont aucune perte. Le soir à Bourg-Lastic, en représailles, la Légion azerbaïdjanaise assassine à la mitraillette 6 personnes.
Jusqu'au 15 août la brigade de répression sévit dans le département du Cantal.
Le 12 août, une colonne allemande composée d'une centaine de véhicules, avec de l'artillerie tractée, se met en marche depuis Clermont-Ferrand par la RN9 en direction de Murat, en passant par Issoire et Lempdes-sur-Allagnon en subissant plusieurs accrochages avec les FFI.
Le 24 août la brigade Jesser est signalée vers Clermont-Ferrand. Faisant retraite sur Autun, Dijon et Langres, elle débloque, en passant par Brioude et Saint-Poncy, la garnison de Saint-Flour assiégée par la Résistance.
Les Allemands évacuent l'Auvergne fin août 1944, et la Résistance prend le contrôle de l'administration, en particulier des militants du Parti communiste. L'Épuration tourne alors aux règlements de comptes: des milliers de personnes sont arrêtées, beaucoup exécutées sans jugement.

## 1945-2009

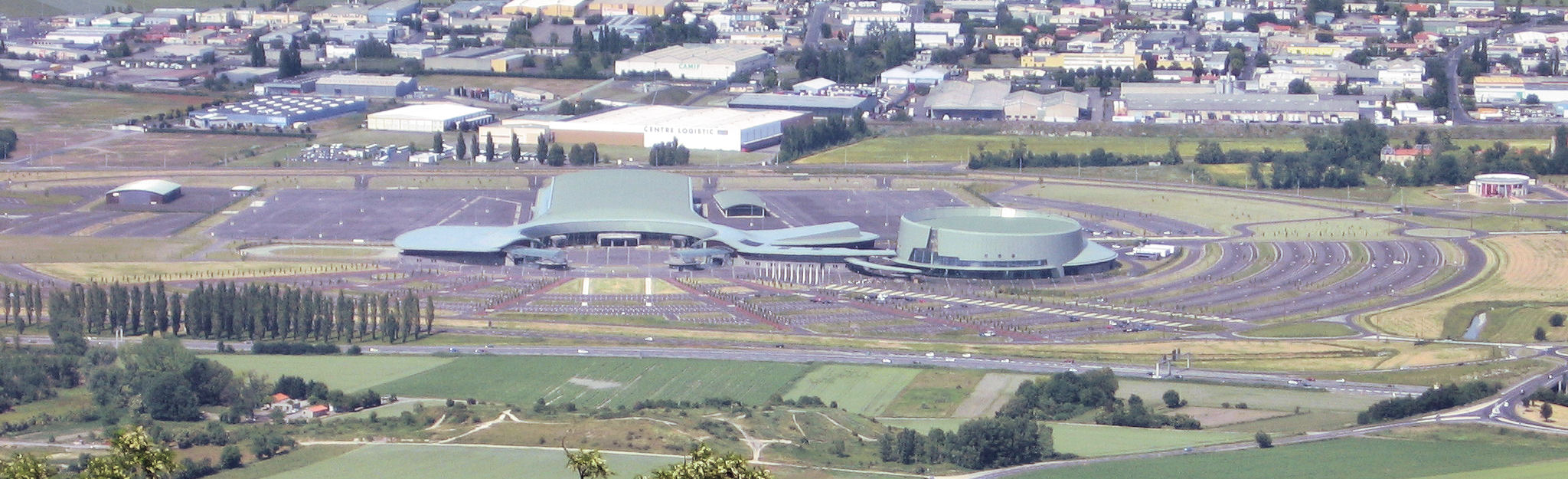
La Grande halle d'Auvergne, vue de Gergovie

Au lendemain de la Seconde Guerre mondiale, l'Auvergne est encore fortement rurale (52 % de population urbaine, contre 70 % de moyenne nationale en 1968), mais la dégradation de la vitalité démographique des campagnes, surtout en montagne, est une tendance lourde, qui s'accélère, et l'urbanisation progresse à un rythme rapide en plaine. La répartition de la population devient très inégale.
L'agriculture reste néanmoins un secteur essentiel de l'économie. Le panorama industriel reste occupé par quelques grandes firmes, en particulier par Michelin, devenu leader mondial du pneumatique. Mais l'Auvergne demeure globalement pénalisée par son enclavement.
Avec la progressive recomposition des régions françaises, la province historique auvergnate retrouve dans les années 1960 une reconnaissance de son identité dans une existence administrative, agrandie de quelques territoires bourbonnais et vellaves. Au cours de cette période marquée par l'exode rural, Clermont grandit grâce aux entreprises qui s'implantent et à une croissance des effectifs étudiants, tandis que les lycées de plusieurs autres villes de la région vont jouer un rôle actif dans Mai 68 en Auvergne, le mouvement gagnant dans un second temps un grand nombre d'entreprises auvergnates.
Deux Auvergnats se succèdent à la présidence de la République : Georges Pompidou, originaire de Montboudif (Cantal), de 1969 à 1974, et Valéry Giscard d'Estaing, ancien maire de Chamalières (Puy-de-Dôme), de 1974 à 1981. Ce dernier sera par la suite président du conseil régional d'Auvergne de 1986 à 2004.
À partir du début des années 2000, la capitale auvergnate, 17e aire urbaine française avec environ 430 000 habitants, bénéficie d'une politique de grands travaux qui change rapidement l'aspect de la ville : place de Jaude, ligne de tramway, Grande Halle d'Auvergne. La baisse significative de la part de Michelin dans l'emploi local produit un rééquilibrage au profit du secteur tertiaire.

## Disparition de la région

### La proposition de la commission Balladur
En 2009, le Comité pour la réforme des collectivités locales, dirigé par l'ancien Premier ministre Édouard Balladur, propose de ramener le nombre de régions françaises de 22 à 15. Le rapport fait deux propositions. La première propose de laisser la région Rhône-Alpes en l'état mais d'unir l'Auvergne avec le Limousin. La seconde propose de réunir l'Auvergne et Rhône-Alpes. Le président de la Région Rhône-Alpes Jean-Jack Queyranne objecte alors que « Rhône-Alpes n'a pas de visées expansionnistes » et qu'il n'envisage pas une fusion entre l'Auvergne et Rhône-Alpes car « une fusion ne correspondrait ni à la réalité ni à l'efficacité économique ». Il en profite pour rappeler que « Rhône-Alpes était déjà une région de taille européenne, qu'elle était plus peuplée que dix États de l'Union européenne » et « qu'il ne voyait pas l'intérêt de s'étendre ». Son homologue auvergnat René Souchon est tout aussi opposé et affirme : « Cette idée est stupide parce que l'Auvergne a une forte identité historique, géographique, économique et la supprimer ne résout rien et n'apporte pas plus d'efficacité ».

### Une réforme mal accueillie
Le 2 juin 2014, dans le cadre de l'Acte III de la décentralisation, le président François Hollande annonce le passage de 22 à 14 régions métropolitaines. Toutes les études proposées dans le cadre du projet envisagent de réunir Rhône-Alpes et l'Auvergne.
La proposition est mal accueillie en Auvergne. Un sondage LH2-SPQR montre alors que 79 % des Auvergnats expriment un attachement fort à leur région, que 50 % sont défavorables au regroupement de leur région avec une autre et que 77 % ont peur de voir leur région disparaître.
Part du PIB par régions en 2015
- Auvergne, 34 Mrd € (14,5 %)
- Rhône-Alpes, 200 Mrd € (85,5 %)

Maxime Maury, directeur régional de la Banque de France pour l'Auvergne souligne que le poids économique de l'Auvergne se situe entre 14 et 17 % du poids de Rhône-Alpes et affirme « qu'il est difficile de parler d'une fusion mais plutôt d'une absorption ». Daniel Dugléry, le président du groupe d'opposition au Conseil régional, n'hésite pas à rajouter : « Notre région n'est pas en état de marche. Rhône-Alpes nous bouffera ».
Vincent Descoeur, le président du conseil général du Cantal, fustige le projet de fusion. Selon lui, il s'agit « du pire scénario pour le département du Cantal. Un scénario qui ignore le Massif central et surtout qui consacre l'éloignement des centres de décision ».
René Souchon, le président du conseil régional d'Auvergne, émet la crainte que, dans le cas où il en aurait la possibilité, le Cantal rejoigne la région de Toulouse et provoque ainsi l'éclatement de l'Auvergne.
Ce dernier propose alors une région regroupant une dizaine de départements du Massif Central. Les négociations entre régions se poursuivant, il propose dans un deuxième temps le regroupement des régions Centre, Auvergne et Limousin,.
À l'inverse, le député-maire du Puy-en-Velay, Laurent Wauquiez prononce un avis favorable. Pour lui, la Haute-Loire a une carte à jouer dans cette réforme alors qu'une grande région au cœur de la France ne le convainc pas.
Dans la région Rhône-Alpes, la proposition gouvernementale suscite moins d'opposition. Pour rassurer ses voisins, Jean-Jack Queyranne affirme « qu'il n'a jamais eu de velléités d'annexion et n'entend pas exercer une centralisation des décisions depuis Lyon ».

### Résignation et compromis
Malgré ces oppositions le gouvernement de Manuel Valls reste ferme. Les deux régions doivent obtempérer et une négociation est initiée. Au terme de celle-ci, il est décidé que les assemblées plénières du conseil régional se feront à Lyon et que les commissions permanentes se feront à Clermont-Ferrand. L'administration des quatre départements auvergnats restera sur le territoire de l'Auvergne pour gérer la proximité.
D'autre part, les deux présidents de région ont décidé du maintien de deux directions de la future grande région (les nouvelles technologies du numérique au service de l'aménagement et du développement des territoires ruraux et de montagne, ainsi que l'agriculture et la forêt) à l'hôtel de région de Clermont-Ferrand.

René Souchon a également émis le souhait que cette déconcentration régionale s'accompagne du maintien d'au moins une administration de l'État à compétence territoriale Auvergne-Rhône-Alpes à Clermont-Ferrand, comme celle de l'agriculture et du développement rural.